# ジークフリート

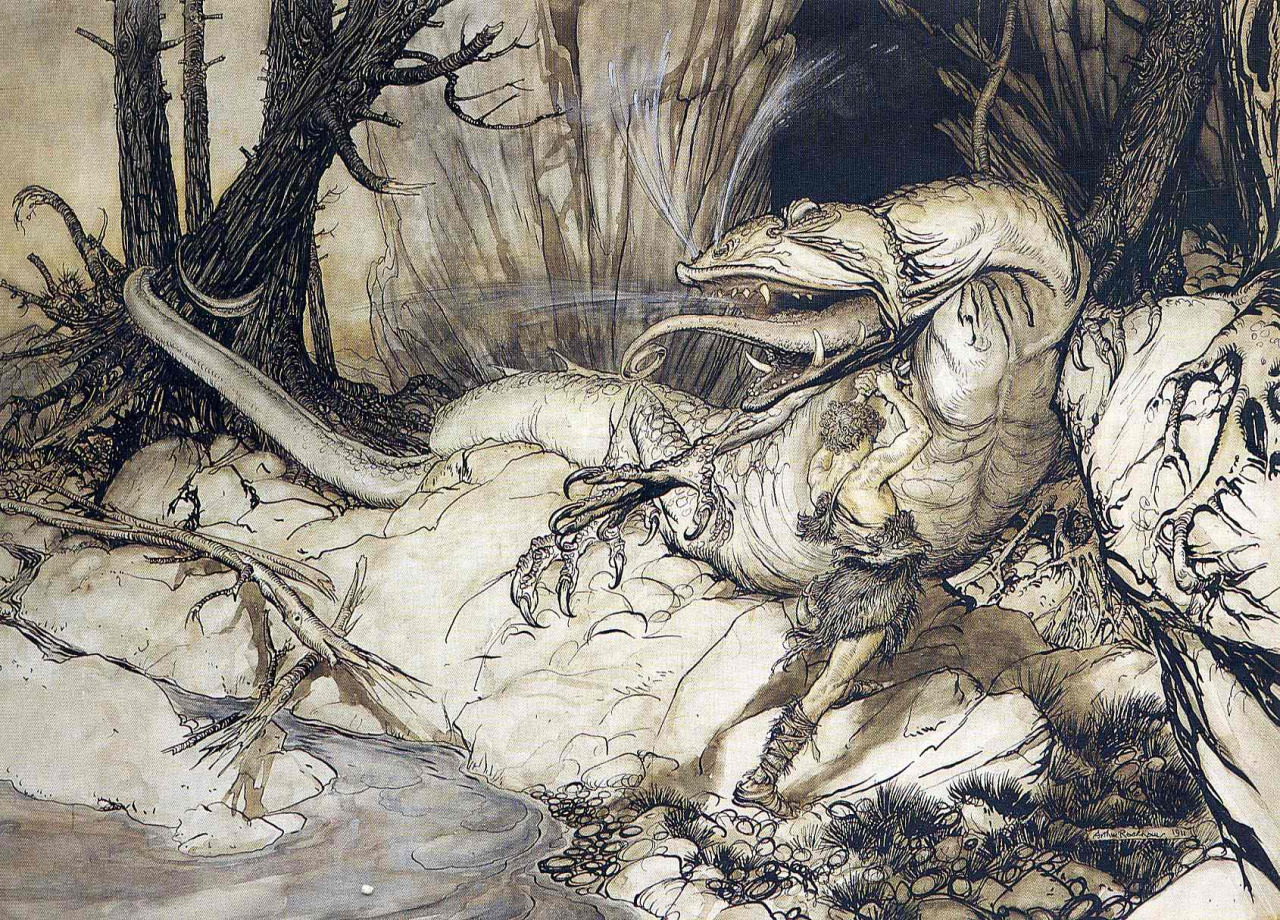
ジークフリートの竜殺し（『ジークフリートと神々の黄昏』の挿絵、アーサー・ラッカム、1911年）

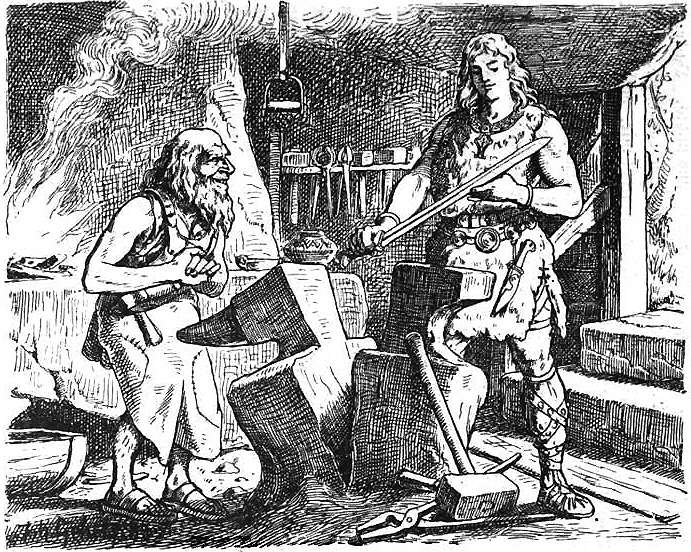
「グラムの切れ味を試すシグルズ」（ヨハネス・ゲールツ、1901年）

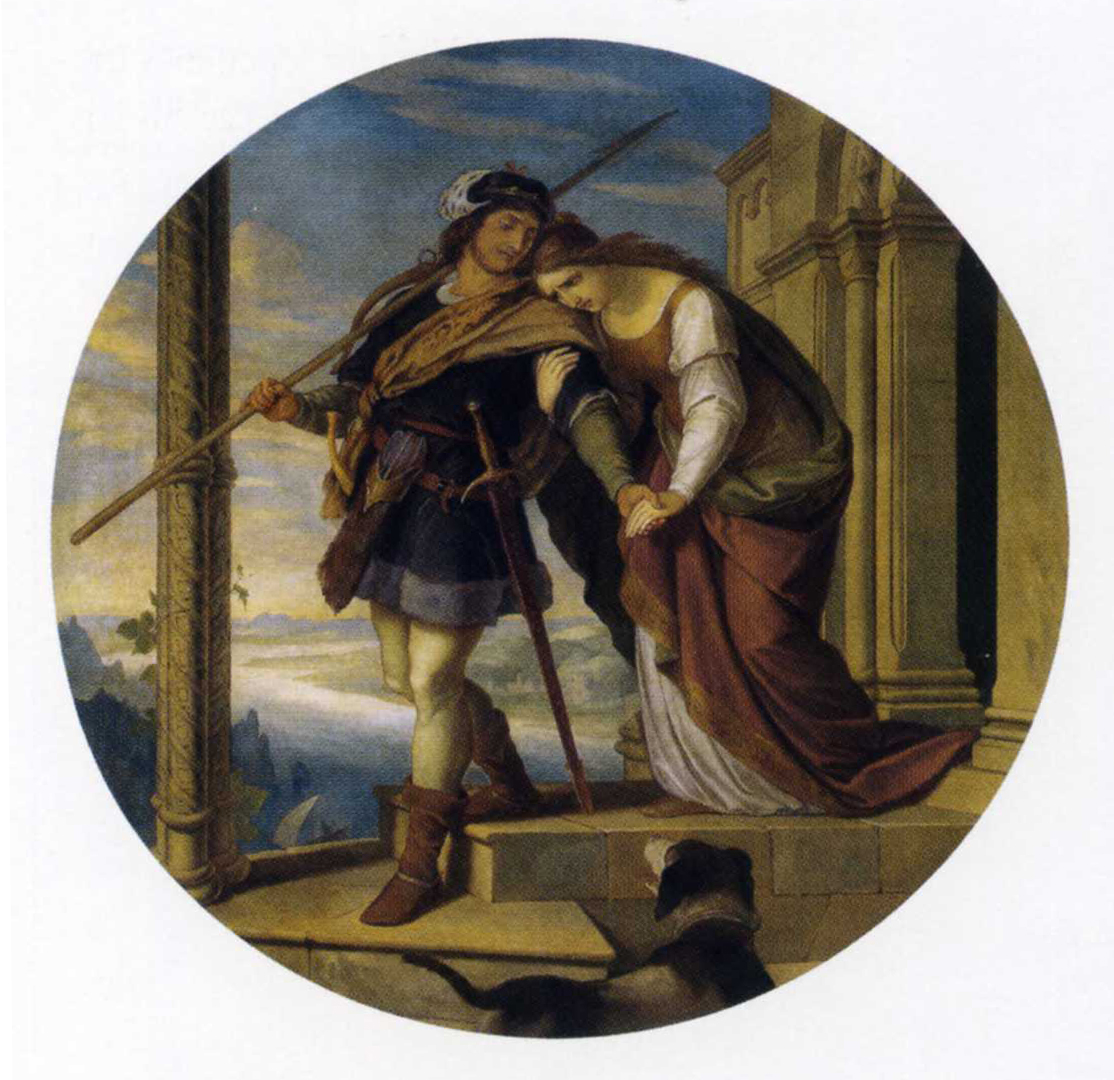
クリームヒルトと別れるジークフリート（ユリウス・シュノル・フォン・カロルスフェルト、1843年頃）

ジークフリート（ドイツ語: Siegfried）は、ゲルマン神話に登場する戦士である。古ノルド語ではシグルズ（Sigurðr）、中高ドイツ語ではジーフリト（Sîvrit）という。竜殺しの英雄として知られ、「竜殺し（ドイツ語: Drachentöter）」や「ファーヴニル殺し（古ノルド語: Fáfnisbani）」といった二つ名で呼ばれることもある。メロヴィング朝フランク王国の頃の人物をモデルにしていると考えられており、有力な候補としてシギベルト1世がいる。かつてはトイトブルク森の戦いの勝者であるアルミニウスとの関係が論じられたこともあった。純粋に神話上の人物であるという説もある。ジークフリートの物語が確認できる最古の例は、スウェーデンのルーン石碑やブリテン諸島の石十字に掘られた図画で、11世紀に遡る。
北欧と大陸ゲルマンの伝承のいずれにおいても、ジークフリートは、女丈夫ブリュンヒルトを欺いてブルグント王グンテル（グンナル）と結婚させ、後に妻クリームヒルト（グズルーン）とブリュンヒルトの口論をきっかけに死ぬことになる。竜を屠ってニーベルング族の秘宝を得るくだりも双方にみられる。しかし、北欧と大陸ゲルマンとで内容の一致しない部分も少なくない。ジークフリートの登場する文献で特に重要なものは、『ニーベルンゲンの歌』『ヴォルスンガ・サガ』『詩のエッダ』である。ほかにも、中近世スカンディナヴィアバラッドをはじめとして、ドイツやスカンディナヴィアのさまざまな文学作品に登場する。
19〜20世紀においては、ジークフリートはドイツのナショナリズムと強く結び付けられた。この頃の特に有名な翻案として、リヒャルト・ワーグナーの楽劇『ジークフリート』『神々の黄昏』があり、彼の創造した人物像は、以降のジークフリートのイメージに大きな影響を与えた。

『シズレクのサガ』は、ジークフリートの物語を以下のように締めくくっている。
皆の言うことに、その性は雄風高節にして磊落不羈、他に並ぶものなき古今独歩の大豪傑であったと。その名はドイツの民だけでなく、北の人々の口からも永遠に絶えることはないであろう。

## 語源
古ノルド語の語形Sigurðr（シグルズ）とドイツ語の語形Siegfried（ジークフリート）は、いずれも最初の要素は「勝利」を意味するゲルマン祖語*sigi-で共通しているが、続く要素が異なっている。Siegfriedでは、「平和」を意味するゲルマン祖語の*-friðだが、Sigurðrでは「加護」を意味するゲルマン祖語*-wardとなっている。このように語源は異なるが、現存するスカンディナヴィアの文献では、大陸でいうジークフリートが自分たちがいうところのシグルズであると考えられていたことが明らかである。
中高ドイツ語における基本語形はSîvritないしSîfritで、要素*sigi-が短縮されている。この語形は、Sigevritや中期オランダ語のZegevrijtと並んで、英雄詩以外の文脈では一般的なものであった。初期新高ドイツ語では、SeyfridやSeufrid（Sewfrid）と綴られるようになる。現代の語形Siegfriedは、17世紀まであまり見られないが、以降一般化する。学術的な表記として、最近ではSigfridが用いられることがある。
古ノルド語のSigurðrは、もともとの語形*Sigvǫrðrを縮約したものである。これをさらに遡ると*Sigi-warðuRとなる。デンマーク語の語形Sivardはこの形から直接派生したものである。ハーマン・ライカートは、他の個人名で用いられるのは-varðrの語根で、-vǫrðrの形がみられるのはシグルズの名前のみであると述べており、これはおそらく、世俗的な意味しかもたない-varðrに対して-vǫrðrには宗教的な意味があったのかもしれないとしている。
どちらの名前がより古いのかについては意見が対立している。ジークフリートに相当する名前が確認できる最初の例は、7世紀にアングロ・サクソン勢力下にあったケントにあり、アングロ・サクソンが勢力を広げた9世紀にはイングランド全域でよく見られるようになる。ジャン＝ダーク・ミューラーは、7世紀までジークフリートに相当する名前が見られないことからして、シグルズの方が元々の語形をより反映していると主張している。ヴォルフガング・ハウブリッヒは、2言語が用いられていたフランク王国において、元々の*Sigi-wardがロマンス語の影響を受けてSiegfriedの語形が発生したとした。根拠として、音声学的には、ドイツ語のSiegfriedはロマンス語では*Sigevertの語形をとると考えられるが、これはドイツ語Sigefredのロマンス語形でもあることを挙げている。また*Sigevertは、ロマンス語ではSigebertの語形をとることも十分にあり得、モデルとして想定されているシギベルト1世とのつながりも考えられるという。もう一つの可能性として、アングロ・サクソンのイングランドにおいて、-frithや-ferthといった変形がみられることから、*Sigi-wardのrが音位転換を起こしたという説にも触れている。
一方、ハーマン・ライカートは、12世紀以前のドイツやイギリス、アイルランドにおいて確認できる、ジークフリートに相当する名を持つスカンディナヴィアの人物は、より後世のスカンディナヴィアの文献において機械的にシグルズに相当する名前に変更されていることを指摘している。スカンディナヴィアの外では、シグルドに相当する語形は11世紀以前に現れず、スカンディナヴィアにおいてもより古い文献でSigfroðrやSigfreðr、Sigfrǫðrと呼ばれていた人物が後世Sigurðrと呼ばれるようになる例が見られる。これらの証拠から、ライカートは、スカンディナヴィアにおいてもジークフリートに相当する語形のほうが古かったと主張している。

## 起源
ゲルマンの英雄譚に登場する他の多くの人物とは異なり、ジークフリートを実在した人物と同定することは容易ではない。定説となっているのは、ジークフリートがメロヴィング朝フランク王国の一人ないし複数の人物を起源にしているのではないか、ということである。メロヴィング朝には*sigi-の要素から始まる名を冠する王が複数存在する。特に、アウストラシアのブルンヒルドと婚姻を結んだシギベルト1世の暗殺がジークフリート像の形成にインスピレーションを与えたとされることが多い。この説が初めて登場したのは1613年のことである。シギベルトは、弟妻フレデグンドによって唆された弟キルペリク1世によって暗殺された。もしこの説が正しければ、伝説においてはフレデグンドとブルンヒルドの役割が史実と入れ替わっており、キルペリクはグンテルと差し替わっていることになる。しかし、この対応関係は厳格なものではなく、すべての学者に受け入れられているわけではない。イェンス・ハウスタインによれば、ジークフリートの物語はメロヴィング朝の余韻を残しているように見えるけれども、具体的な人物や出来事とのつながりという点では納得のいくものはまったくないという。
もう一つの説として、ジークフリートとその竜殺しは、西暦9年にアルミニウスがトイトブルク森の戦いでプブリウス・クィンクティリウス・ウァルスを打ち破った出来事を神話化したものであるというものがある。歴史家のフランツ・モネはジークフリートを複数の人物像を統合したものであると考えており、1830年にはじめてジークフリートとアルミニウスのつながりを指摘した。1837年、アドルフ・ギースブレヒトは、ジークフリートはアルミニウスが神話化されたもので、竜はローマ人を指しているという説を唱えた。最近の学者ではオットー・へフラーがこの立場を取り、アルミニウスのゲルマンにおける名前が*Segi-friþuzであった可能性があるという説を1959年から述べている。彼は北欧の伝承でシグルズが竜を屠った地であるグニタヘイズの名前はトイトブルク森の戦場を示しているとも述べている。現代では、基本的にジークフリートとアルミニウスの関係は根拠の薄いものとして無視されている。それでもなお、ジークフリートがアルミニウスをモデルとするという説は学会の外では広まり続けており、『デア・シュピーゲル』のような著名な雑誌に載ることもある。
ジークフリートは歴史的起源を持たない純粋に神話上の存在であるとする説もある。19世紀には、オーディンやバルドル、フレイといったゲルマンの神々に纏わる物語からジークフリートが派生したとする学者が存在したが、このような派生関係は今では支持されていない。カタリン・ツァラヌは、ジークフリートの竜殺しは究極的にはインド・ヨーロッパ語族的起源を持っているとし、その物語が後世にシギベルト1世暗殺と結び付けられたと主張している。

## 大陸ゲルマンの伝承と典拠

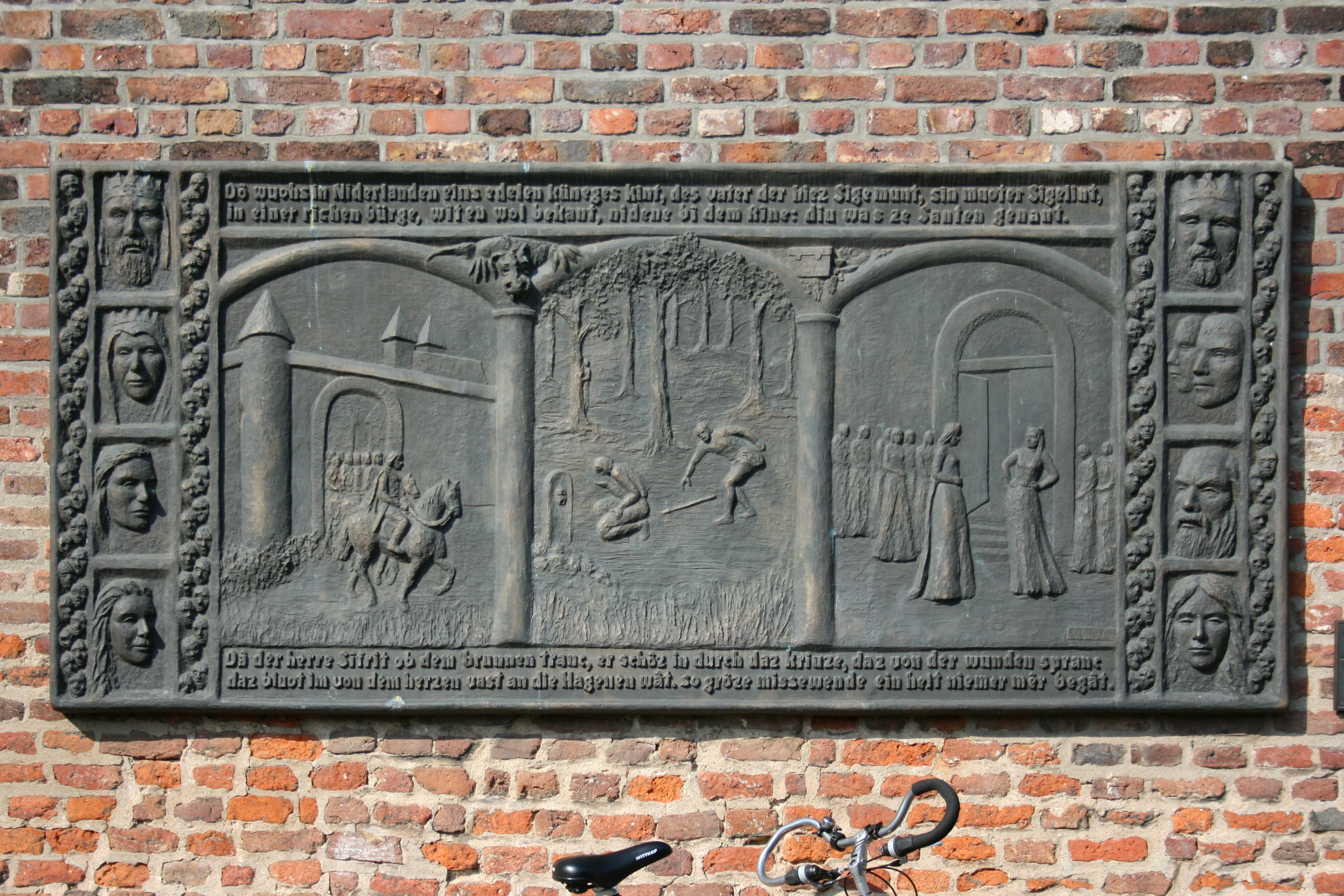
「クサンテンのジークフリート」のレリーフ（ドイツ、クサンテン北壁）

大陸ゲルマンにおけるジークフリートの伝承が文字に起こされるようになったのは、1200年頃の『ニーベルンゲンの歌』からである。ゲルマンの伝承では、ジークフリートは「ニーダーラント（中高ドイツ語: Niderlant）」（現代のネーデルラント、すなわちオランダとは関係はなく、現在のクサンテン周辺にあったとされる）と呼ばれる王国と関連付けられている。中世後期の英雄本散文では、このニーダーラントをヴォルムス周辺地域に比定しているが、ギービッヒの王国（ブルグント王国）とは別の国であるとしている。

### ニーベルンゲンの歌

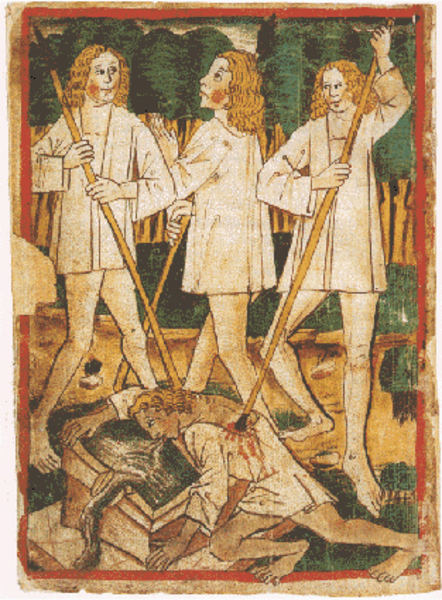
ジークフリートの死（『ニーベルンゲンの歌』k写本）

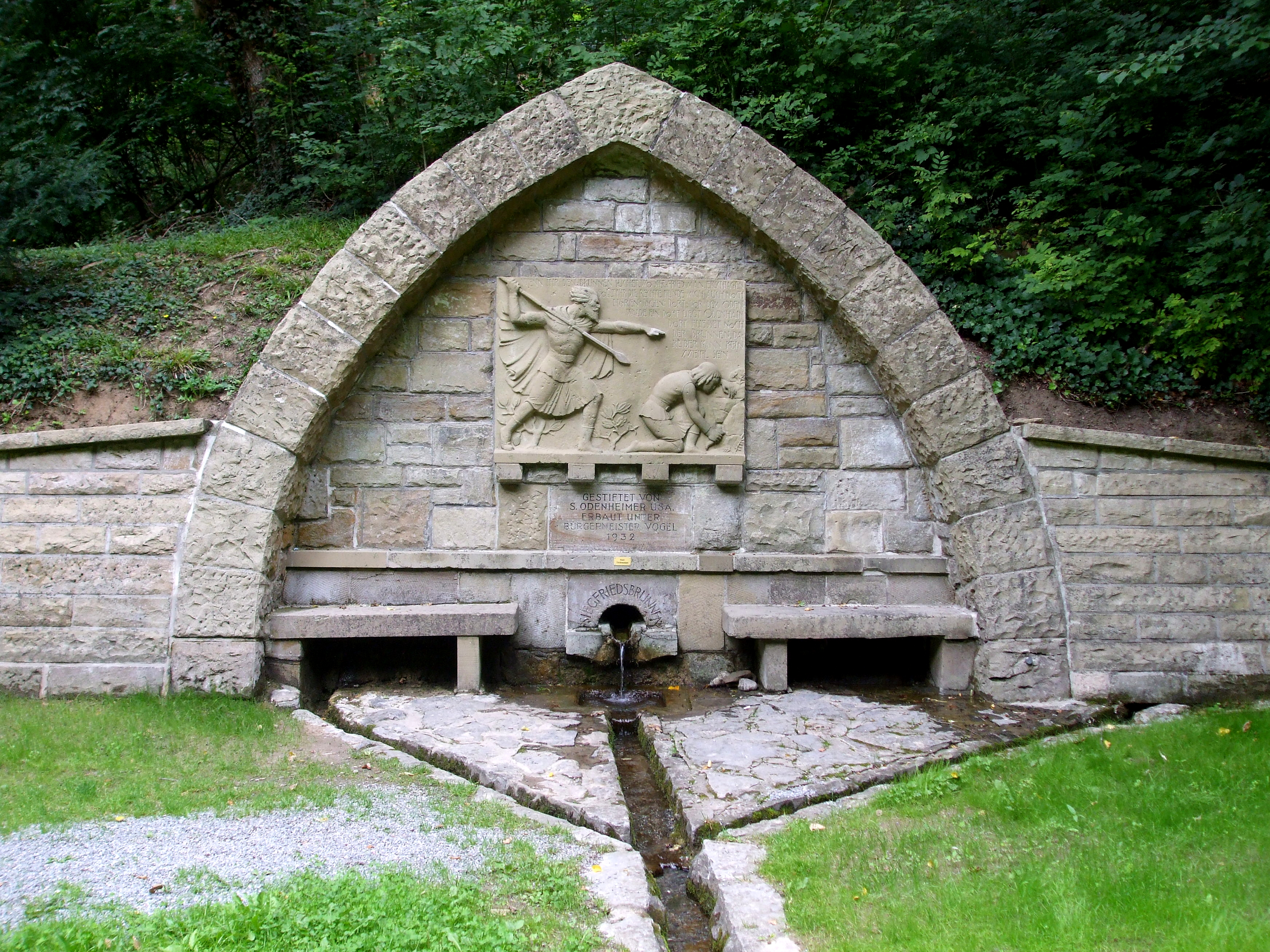
オーデンハイムにある「ジークフリートの泉」。オーデンヴァルトで殺害されたジークフリート最期の地とされる候補の一つ

若かりし頃のジークフリートについて、『ニーベルンゲンの歌』では2つの矛盾した描写がある。本筋を追う限りでは、ジークフリートは父王ジークムントと母ジークリントの間の王家の血筋として生を受けたとある。しかし、ブルグント王国の姫クリームヒルトに求婚するためにその首都ヴォルムスを訪れた際、ブルグントの臣トロニエのハゲネは別の話を語る。ハゲネによれば、ジークフリートはニーベルングの秘宝、名剣バルムンク、着たものの力を12倍にする隠れ蓑タルンカッペを手に入れた流浪の戦士（中高ドイツ語: recke）であるという。加えてハゲネは、ジークフリートは竜を屠り、その血を浴びて、角のごとく傷つくことのない強靭な皮膚を手に入れたという話をする。いずれにせよ、若きジークフリートの冒険については、その後の物語に直接関連する部分だけが取り上げられている。
クリームヒルトへの求婚を成功させるため、ジークフリートはブルグントの王であるグンテル、ゲルノート、ギーゼルヘルと友誼を結ぶ。アイスランド女王ブリュンヒルトに求婚することを決めたグンテルは、クリームヒルトとの結婚を許す条件としてジークフリートに求婚の手伝いをさせる。その過程で、二人はブリュンヒルトに嘘をつき、ジークフリートはグンテルの臣下であるということにする。ブリュンヒルトに求婚するものはさまざまな力試しを完遂せねばならず、さもなければブリュンヒルトによって殺された。ジークフリートはタルンカッペを用いて、力試しに挑むグンテルを助ける。ヴォルムスに戻ると、グンテルとブリュンヒルトの結婚に引き続いてジークフリートはクリームヒルトと結婚した。しかし、グンテルはその初夜、ブリュンヒルトの抵抗に合い、帯で縛り上げられて天井から吊るされる。次の晩、ジークフリートはタルンカッペを使ってブリュンヒルトを組み伏せ、そのすきにグンテルはブリュンヒルトとの共寝を果たす。ジークフリート自身はブリュンヒルトと寝たわけではなかったが、彼女の帯と指輪を手に入れて、後にクリームヒルトに渡す。
ジークフリートとクリームヒルトに息子が生まれ、グンテルと名付けられる。しばらくして、ブリュンヒルトとクリームヒルトは、どちらの立場が上かで争いになる。ブリュンヒルトはクリームヒルトが所詮臣下の妻と思い込んでいたのである。果たして、ヴォルムスの大聖堂にどちらが先に入るかを巡って二人の王妃は口論になる。ブリュンヒルトが公然とクリームヒルトを臣下の妻だといって卑しめると、クリームヒルトは、ブリュンヒルトの処女を奪ったのは本当はジークフリートだと言い、その証拠として自身が持つブリュンヒルトの帯と指輪を出した。ジークフリートはもちろんこれを公然に否定したが、ハゲネとブリュンヒルトはジークフリートを殺すことにし、グンテルも黙認した。ハゲネはクリームヒルトを騙してジークフリートの弱点を聞き出し、グンテルはジークフリートをヴァスケンヴァルト（ヴォージュ山脈）での狩りに誘う。ハゲネは、ジークフリートが泉で喉の乾きを癒しているすきに、槍で弱点の背中を貫く。ジークフリートは致命傷を負うもなおハゲネに反撃し、ブルグントを呪って死んだ。ハゲネはジークフリートの死体をクリームヒルトの寝室の外に投げ捨てる。クリームヒルトは大いに嘆き、彼はヴォルムスに埋葬された。
『ニーベルンゲンの歌』C稿本と呼ばれる写本では、文中の地理に若干の変更が加えられている。このテクストでは、ジークフリートはヴォージュでなくオーデンヴァルトで殺されたことになっており、語り手曰く、今なおオーデンハイム村（現在はエストリンゲンの一部）の近くにその泉があるという。また、ジークフリートはヴォルムスでなくロルシュに埋葬されたことになっている。大理石の石棺に収められたという記述もあり、これはおそらく、ロルシュの大火の後に掘り出されて教会に展示されていた実際の石棺と関連付けられたものであろう。

### ヴォルムスのバラ園

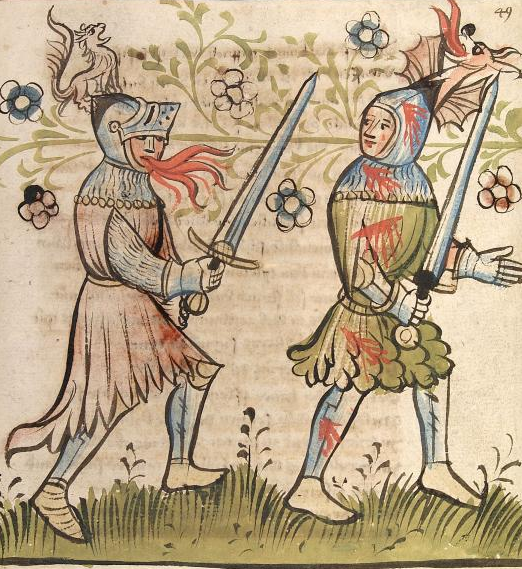
ディートリヒとジークフリート（『ヴォルムスのバラ園』15世紀の写本）

『ヴォルムスのバラ園』（1250年頃）では、ジークフリートはクリームヒルトと婚約しており、ヴォルムスのバラ園を守る12勇士の一人となっている。クリームヒルトは、ジークフリートの勇気を試すべく英雄ディートリヒ・フォン・ベルンと戦わせようと考え、ディートリヒとその配下12人を招いて自身の12勇士と決闘させた。決闘が始まろうというとき、ディートリヒは最初、無敵の皮膚を持つジークフリートとの戦いを拒否する。ディートリヒは、師ヒルデブラントが死んだという虚報を聞くや激高して戦う気になり、その怒りの炎でジークフリートの皮膚を焼いた。こうしてジークフリートの守りを破ったディートリヒはジークフリートを剣で貫く。ジークフリートは恐れをなして、クリームヒルトの膝下へ逃げ帰る。死んだはずのヒルデブラントが再び姿を表したので、ディートリヒはすんでのところでジークフリートを殺さなかった。
『ニーベルンゲンの歌』ではジークフリートとクリームヒルトは正式には婚約しておらず、婚約者とする『バラ園』での描写と一致しない。『バラ園』は『ニーベルンゲンの歌』に大いに依拠しているものの、クリームヒルトの父親が『ニーベルンゲンの歌』でのダンクラートでなくギービッヒとなっていることなどの細部の違いを見ると、『歌』にない古い伝承を一部含んでいることが分かる。こういった細部には『シズレクのサガ』と一致しているものがある。『バラ園』A写本では、ジークフリートはエッケリヒという鍛冶に育てられたということになっている。

### シズレクのサガ
『シズレクのサガ』（1250年頃）は古ノルド語で書かれているが、大半はドイツ語（特に低地ドイツ語）の口承や、おそらく『ニーベルンゲンの歌』などのドイツ語文献からの翻訳であるため、本項ではここに記述する。
『シズレクのサガ』では、ジークフリートはシグルズと書かれたり、ジークフリートに相当するシグフレーズと書かれたりする。彼はタルルンガラント（おそらくカルルンガラント、すなわちカロリング朝の転訛）の王シグムンドと王妃スペインのシシベの間の子である。ある日シグムンドが戦争から戻ってくると、妃が妊娠していることに気がつく。彼女の不貞を確信した彼は彼女を「シュヴァーベンの森」（シュヴァルツヴァルトのことか）に追放し、そこでシグルズは生まれる。しばらくしてシシベは死に、1匹の牝鹿から乳をもらって生き延びたシグルズは、鍛冶ミーミルによって発見される。ミーミルはこの少年を育てようとしたが、シグルズがあまりに粗暴なため弟のレギンのところに送った。レギンは竜に変化しており、あるいはこの少年を殺してくれるのではないかと考えたのである。しかし、シグルズはレギン竜を返り討ちにしてしまう。シグルズがその血を舐めると鳥の言葉がわかるようになり、そこからミーミルの裏切りを知る。彼は竜の血を自分の体に塗りつけて強靭な皮膚を手に入れ、ミーミルのところへ戻る。ミーミルは彼をなだめようと武器を与えるが、結局シグルズは彼を殺した。その後、シグルズはブリュンヒルドと出会い、名馬グラニを貰い受けて、ベルタンゲンランドのイスング王のところへと向かう。
ある日、ベルタンゲンランドを訪れたシズレク（ディートリヒ・フォン・ベルン）は、三日三晩シグルズと決闘をする。はじめシズレクはシグルズの硬い皮膚を破ることができなかったが、三日目にミムングと呼ばれる剣を手に入れ、ついにシグルズを打ち破る。その後、シズレクとシグルズはグンナル王のところへ馳せ参じ、シグルズは王妹グリームヒルドと結婚する。シグルズはグンナルにブリュンヒルドと結婚するように勧め、二人で彼女のもとに向かう。ブリュンヒルドは、シグルズと結婚の約束をしたと言い張る（それまでにそのような描写はない）が、最後にはグンナルとの結婚を承諾する。しかし、ブリュンヒルドはグンナルとの共寝を拒否したため、シグルズはグンナルの許可を得てグンナルに化け、ブリュンヒルドの処女を奪い、その怪力を失わせた。二人はブリュンヒルドを伴い宮廷へと戻る。
しばらくして、グリームヒルドとブリュンヒルドは自分たちの立場の上下について口論となる。ブリュンヒルドは、シグルズは高貴な生まれではないというと、グリームヒルドは、ブリュンヒルドの処女を奪ったのがグンナルでなくシグルズであると暴露する。ブリュンヒルドはグンナルとホグニを説得してシグルズを殺させようとし、ホグニは狩りの途中泉で水を飲むシグルズを殺す。二人はシグルズの死体をグリームヒルドの寝台に投げ置き、それをみたグリームヒルドは嘆き悲しむ。
『シズレクのサガ』の作者は、幾分なりとも一貫性のある物語を作るために、参考にした口承や文献から多くの変更を加えている。スカンディナヴィアの異説への言及もあり、スカンディナヴィアの聞き手が知っている物語に合うように細部を変更したようである。特に少年期のシグルズの物語は、北欧のものと、後の『不死身のザイフリート』に見られる大陸ゲルマンの伝承だけでなく、他に典拠の見当たらない親についての話を組み合わせたものになっている。
『シズレクのサガ』には、シグルズがニーベルング族の秘宝を勝ち取ったという話は出てこない。

### ビテロルフとディートライプ
英雄詩『ビテロルフとディートライプ』（1250～1300年頃）の後半では、『ニーベルンゲンの歌』に登場するブルグントの英雄たちと、ディートリヒ・フォン・ベルンにまつわる物語群の英雄たちとの間の戦争が描かれている。これは『ヴォルムスのバラ園』の影響を受けたものと考えられる。この文脈の中で、最初は及び腰だったディートリヒがジークフリートを破る決闘の場面も取り上げられる。この文献では、ジークフリートと英雄ハイメの決闘についても書かれている。ジークフリートはハイメの名剣ナーゲルリングをはたき落とし、両軍はこの剣をめぐって戦闘になる。
『ニーベルンゲンの歌』でも遠回しな言及があった、ディートリヒがジークフリートを人質としてエッツェルの宮廷へと連れて行くという話がこの詩でも語られている。

### 英雄本
いわゆる「英雄本（ヘルデンブッフ）」散文は、古くはディーボルト・フォン・ハノヴェによる1480年頃の写本に記載され、1590年頃まで印刷本の序章として含まれた散文である。これは、『ニーベルンゲンの歌』に含まれず、『シズレクのサガ』と一致する内容をもつ口承の典拠として、最も重要な資料の一つとされている。
「英雄本」散文にはジークフリートに関する記述はあまりない。ジークフリートはジークムント王の息子であり、「ニーダーラント」出身、クリームヒルトと結婚したとされる。しかし、他の資料に見られない内容として、ディートリヒ・フォン・ベルンがジークフリートを殺し、その復讐を図るクリームヒルトがエッツェルの宮廷での惨劇を指揮したというものがある。これによれば、ディートリヒはジークフリートをヴォルムスのバラ園で殺したとされる。口承ではこのようなバージョンも流布していた可能性がある。

### 不死身のザイフリート

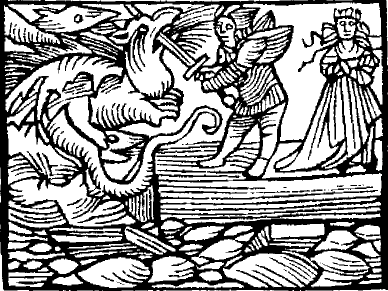
ジークフリートはクリームヒルトを助けるために竜と戦う（『不死身のザイフリート』の近世の木版画）

中世後期から初期近代にかけての英雄バラッドの一つである『不死身のザイフリート』は、若き日のジークフリートの冒険を語るものである。多くの細部において『ニーベルンゲンの歌』に関する古ノルド語文献や『シズレクのサガ』との一致が見られ、ドイツにも北欧と同様の内容が口承されていたことを示している。
『不死身のザイフリート』によると、ジークフリートはその粗野な振る舞いのために父王ジークムントの王宮から放逐され、森に住む鍛冶師に育てられた。ジークフリートのあまりの無軌道さを持て余した鍛冶師は、竜にジークフリートを殺してもらおうと画策する。しかし、ジークフリートは竜を殺すことができたばかりか、他の森の怪物どもをみな木材で足止めし、そのまま燃やし尽くしてしまった。角質のように硬いといわれる竜の皮膚が溶け出し、ジークフリートがそこに指を浸すと、皮膚が角質のように硬化した。そこで彼は全身を浸したが、一箇所だけ浸らない部分が残ってしまった。その後ジークフリートは、偶然にもヴォルムスのクリームヒルト姫を拐った別の竜の痕跡を見つける。ドワーフのオイゲルの助けを得て、巨人クペラーンを打ち倒したジークフリートは、クリームヒルトの囚われた山への鍵を得る。姫を救い竜を屠り、果たしてジークフリートは山の中でニーベルングの財宝を見つける。しかし、オイゲルは、ジークフリートはあと8年しか生きられないと予言する。財宝を使うことができないと知って、ジークフリートはヴォルムスへの道中、ライン川へ財宝を捨てる。ヴォルムスへ凱旋したジークフリートはクリームヒルトと結婚し、姫の兄弟グンテル、ハゲネ、ギーゼルヘルとともに共同統治を行うが、彼らの不興を買い、8年後殺されてしまう。

### 他の伝承と典拠

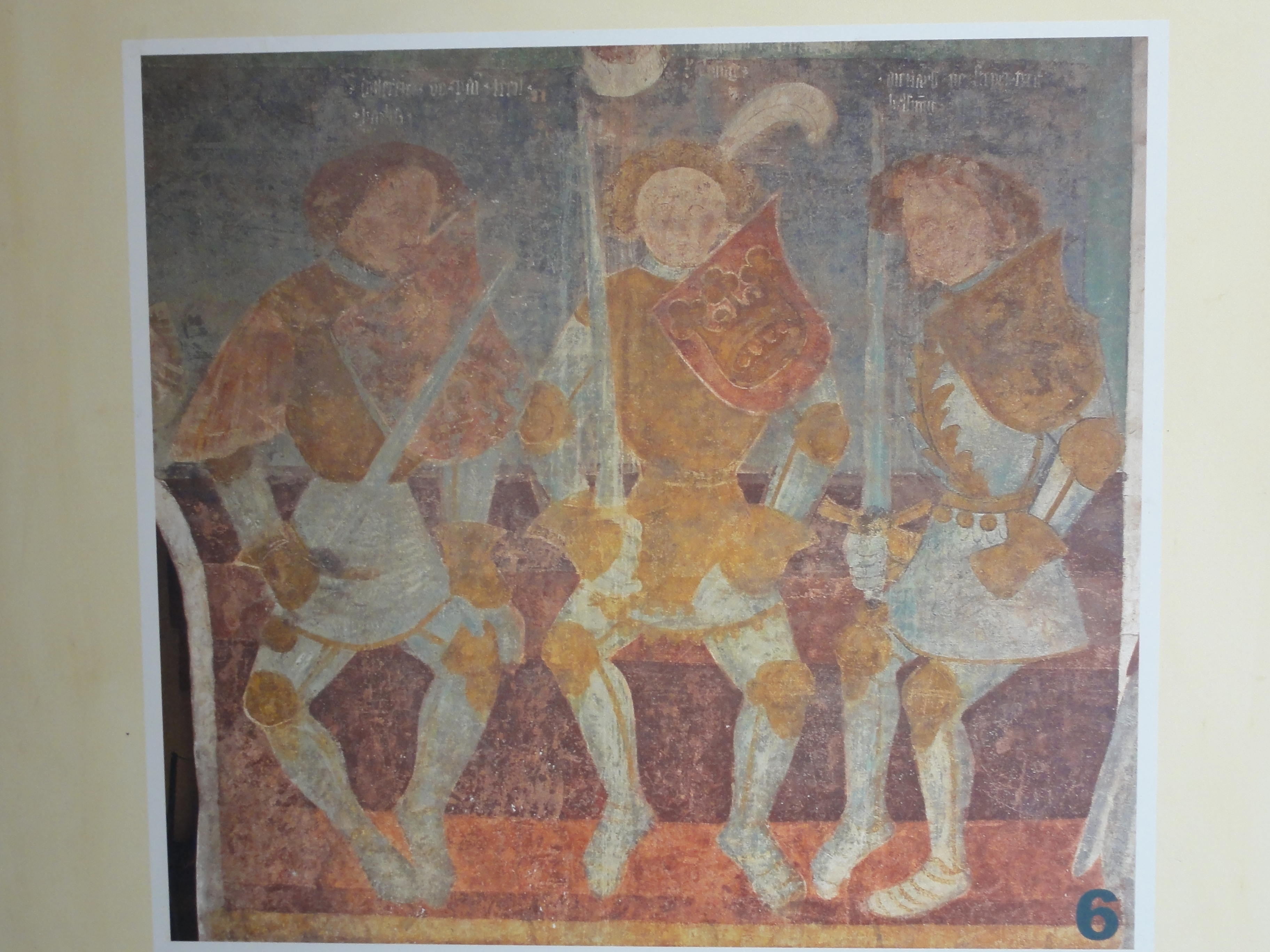
3人の英雄（ディートリヒ・フォン・ベルン、ジークフリート、ディートライプ）のフレスコ画（ルンケルシュタイン城、南チロル、1400年頃）

アイスランド修道院長スヴェラのニコラウスは、ヴェストファーレンを旅行中、パーダーボルンの南にある2つの村の間で、ジークフリートが竜を屠ったといわれる地（北欧の伝承でいうグニタヘイズ）を見かけたと記録している。
13世紀中頃の流浪の吟遊詩人デル・マーナーの作品「ジークフリートの死」は、「ニーベルングの秘宝」と並んで、ドイツの宮廷で人気を博していたと言われている。
ヴォルムス市の年代記によると、1488年に皇帝フリードリヒ3世が街を訪れた際、聖マインハルト聖セシリア教会の墓地に「巨人ジークフリート」が埋葬されているという人々の話を聞いたという。フリードリヒは墓を掘り返すように命じた。あるラテン語の資料には、彼は何も発見できなかったとあるが、ドイツ語の年代記には、普通より少し大きい人骨が出てきたとある。

## スカンディナヴィアの伝承と典拠
スカンディナヴィアにおけるシグルズの物語は、大陸の伝承とは対照的に、ゲルマン神話との強いつながりを示す。これは、旧来の説では本来の物語により近いことを示しているとされたが、近年では、スカンディナヴィアにおいて独自に発展した伝承であるという見方がされてきている。スカンディナヴィアにおける伝承に大陸の典拠よりも古い要素が含まれているのは確かだが、アイスランドとスカンディナヴィアのキリスト教化の文脈においてその大部分が変容したと考えられている。異教の神々が頻繁に登場することは、この物語がキリスト教化以前のすでに終わった時代のものであることを示すことになる。
スカンディナヴィアにおけるシグルズの最も古い典拠は石碑図画であるが、これらは物語に関する知識がなければ理解が難しいため、他の典拠のあとに掲載する。

### 散文のエッダ

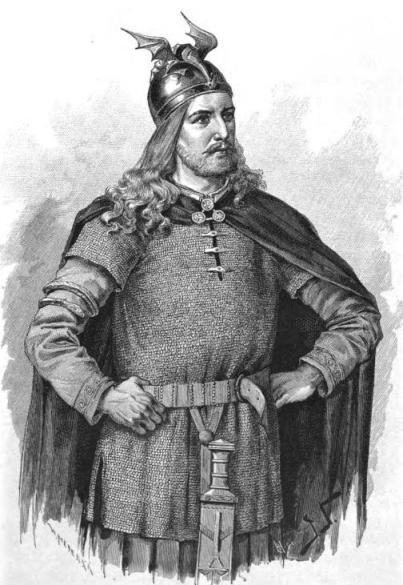
シグルズ肖像（イェニー・ニュストレム）

スノッリ・ストゥルルソンによって1220年頃に編纂されたとされるいわゆる『散文のエッダ』は、絵画石碑を除けば、シグルズの生涯を描いたスカンディナヴィアの資料の中で最も古いものである。スノッリは、『詩語法』と呼ばれる詩の数章においてシグルズの物語に触れている。ここで語られる内容は『ヴォルスンガ・サガ』のものと非常によく似ているが、それよりも明らかに短い。『詩語法』では、シグルズの復讐についての言及はない。また、シグルズはショーズという地で育ったとされる。
シグルズはヒャルプレク王のもとで育てられ、鍛冶師レギンから名剣グラムを受け取り、グニタヘイズの地で穴に潜み、下からファーヴニル竜の心臓を貫いて討った。シグルズは竜の血を舐め、鳥の言葉がわかるようになり、レギンが竜の黄金を奪うため自分を殺そうとしていると知る。彼はレギンを殺し、ニーベルングの秘宝を我がものとした。シグルズは財宝をもって去り、途中ヴァルキュリャのブリュンヒルドの鎧を切り裂いて目覚めさせて、ギューキ王のもとへ向かう。宮廷に着いたシグルズはギューキ王の娘グズルーンと結婚し、王子グンナルとブリュンヒルドとの結婚を手伝うことになる。炎の壁を超える試練を成し遂げられなかったグンナルの代わりに、グンナルに変装したシグルズはそれをこなしてブリュンヒルドと結婚する。初夜の床において、彼は二人の間に剣を置いて共寝をしなかった。シグルズとグンナルはお互いの変装を解く。
シグルズとグズルーンは、スヴァンヒルドとシグムンドの二児を儲けた。やがて、ブリュンヒルドとグズルーンは口論になり、グズルーンは炎の壁を越えたのがシグルズであることを暴露し、証拠としてブリュンヒルドのもとから持ってきた指輪を見せる。ブリュンヒルドはグンナルの弟グットルムを使ってシグルズを殺させる。グットルムは寝ているシグルズを刺し殺すが、シグルズは死ぬ前に剣を投げつけグットルムを真っ二つにした。グットルムは3歳のシグムンドも殺した。ブリュンヒルドは自殺し、シグルズとともに荼毘に付された。

### 詩のエッダ
1270年頃にアイスランドで編纂されたとされる『詩のエッダ』は、さまざまな時代の神話や英雄譚を詠んだ歌を収集したものである。シグルズの物語は、『詩のエッダ』に収められた英雄詩の中核をなしている。しかし、シグルズの生涯に関する細部は詩によって矛盾しており、「エッダ詩からシグルズの物語をはっきりと捉えることは難しい」。
一般的に、『古エッダ』に含まれる詩には900年以前のものはないと考えられており、13世紀になって書かれたものもあるとされる。一見古そうに見える詩も、古い様式を擬して書かれたものがあったり、また、新しそうに見える詩も、実は古い内容を作り直したものであったりするなど、信頼できる年代の特定は不可能である。
『詩のエッダ』においては、シグルズはフランク人の王とされている。

#### シンフィヨトリの死について
『シンフィヨトリの死について』は、『フンディング殺しのヘルギの歌　そのニ』と『グリーピルの予言』の間に挿入された短い散文である。シグルズは、フンディングの息子と戦って死んだシグムンド王とヒョルディース妃の間に生まれた王子であり、王の死後ヒャルプレク王の王子と再婚したヒョルディースは、ヒャルプレクの宮廷でシグルズを育てることを許された。

#### グリーピルの予言
『グリーピルの予言』では、シグルズは母方の叔父グリーピルのもとを訪れ、自身の生涯についての予言を聞こうとする。グリーピル曰く、シグルズはフンディングの息子である竜ファーヴニルと鍛冶師レギンを殺し、ニーベルングの秘宝を手に入れる。そしてあるヴァルキュリャを目覚めさせ、彼女からルーンを習うという。グリーピルはそれ以上何も言おうとしなかったが、シグルズは無理やり続けさせる。改めて曰く、シグルズはヘイミル王のもとへ行き、ブリュンヒルドと婚約するが、ギューキ王の宮廷で忘却の薬を飲まされてそのことを忘れてしまい。グズルーンと結婚する。そしてグンナル王のためにブリュンヒルドを得て、共寝することなく初夜を過ごす。しかし、ブリュンヒルドはこのぺてんに気がつき、シグルズは自身の処女を奪ったと主張して、グンナルに命じてシグルズを殺させる。
『グリーピルの予言』はおそらく、『フンディング殺しのヘルギの歌』と以降のシグルズの物語を接続するために、比較的新しい時代に書かれたものと考えられている。

#### 若きシグルドについての詩三編
『グリーピルの予言』に続く詩は、写本では1つにまとまっているが、学術上『レギンの言葉』『ファーヴニルの言葉』『シグルドリーヴァの言葉』の3つに分けられている。これらは古い要素を含んでいると考えられているが、詩自体は新しい時代のもののようである。この詩ではシグルズは2種類の描かれ方をしており、高貴で怜悧な王子とされる一方、鍛冶師レギンに育てられたうつけものであるという描写もある。鍛冶に育てられた粗暴者が、自身の才覚というよりも超自然の助力のおかげで栄達する、という後者の描写のほうが、もともとの人物像に近いと思われる。

##### レギンの言葉
『レギンの言葉』では、ヒャルプレク王の宮廷に滞在していた鍛冶師レギンが、神々がオトの死の賠償のために集めた財宝のことをシグルズに話す。オトの兄弟であるファーヴニルはその財宝を守り、竜に変じた。レギンはシグルズにその竜を殺して欲しいという。レギンはグラムという名の剣を打ちシグルズに与えたが、シグルズは竜を殺す前に、リュングヴィ王と他のフンディングの息子たちを殺すことを選ぶ。その途中シグルズはオージンの同行を得る。戦いの末フンディングの息子たちを殺しリュングヴィを「血の鷲」で処刑すると、レギンはシグルズの残虐さを褒め称える。

##### ファーヴニルの言葉
『ファーヴニルの言葉』では、シグルズはレギンに付き添ってグニタヘイズに向かい、穴を掘る。ファーヴニルが穴の上を通ったとき、シグルズは下からその心臓を一突きにする。ファーヴニルは死ぬ間際、シグルズに知恵を授け、財宝にかかった呪いについて警告する。竜が斃れるやいなや、レギンはその心臓をえぐり出し、シグルズに料理するように言う。シグルズは心臓の焼け具合を指で確かめて、やけどしてしまう。その指を口に入れると、シグルズは鳥の言葉がわかるようになり、レギンが彼を殺そうとしていることを知る。レギンを殺したシグルズは、炎に囲まれた宮殿へと赴くよう鳥に告げられる。そこにはヴァルキュリャのシグルドリーヴァがいるという。シグルズは財宝を馬に積み、そこへと向かった。

##### シグルドリーヴァの言葉
『シグルドリーヴァの言葉』では、ヒンダルフィヨル山に向かったシグルズが、楯でつくられた壁を見つける。その中には、肌から直接生えているかのような鎧をまとって眠っている女性がいた。シグルズが鎧を切り裂くと、シグルドリーヴァという名のそのヴァルキュリャは目覚める。彼女はシグルズにルーンや魔術を教え、助言を与えた。

#### シグルズの歌　断片

シグルズの死体の上で嘆くグラニ（フレドリク・サンデル版『エッダ』の挿絵、1893年）

『シグルズの歌』はその締めくくりの部分の断片のみが残っている。その詩は、ホグニとグンナルがシグルズを殺すべきか話し合う場面から始まる。ホグニは、シグルズと寝たというのはブリュンヒルドの虚言ではないかと訝しむ。グンナルとホグニの弟グットルムが森でシグルズを殺すと、ブリュンヒルドは自身の言が嘘であったことを認めた。
この詩では、シグルズが殺されるのが寝床でなく森であるなど、大陸ゲルマンの伝承からの影響が見られる。

#### シグルズの死について
『シグルズの死について』は、詩間に挿入された短い散文である。直前の詩ではシグルズは森で殺されたとあるが、寝床で殺されたとする他の詩もある、ということが書かれている。写本では次に続く詩『グズルーンの歌　その一』では、ディング（ゲルマンの民会）に向かう途中で殺されたとされる。

#### シグルズの短い歌
『シグルズの短い歌』では、ギューキ王の宮廷を訪れたシグルズが、王子グンナルとホグニと義兄弟の契りを結ぶ。シグルズは妹姫グズルーンと結婚し、グンナルのためにブリュンヒルドを得るため尽力するが、決して彼女と共寝はしなかった。しかしブリュンヒルドはシグルズを欲しがり、そうできないことが分かると彼を殺すことにした。グットルムは寝床でシグルズを殺したが、シグルズは死ぬ直前に返り討ちにする。ブリュンヒルドはシグルズと同じ炎で火葬するように頼んで自害した。
この詩はそれほど古くないものと考えられている。

### ヴォルスンガ・サガ

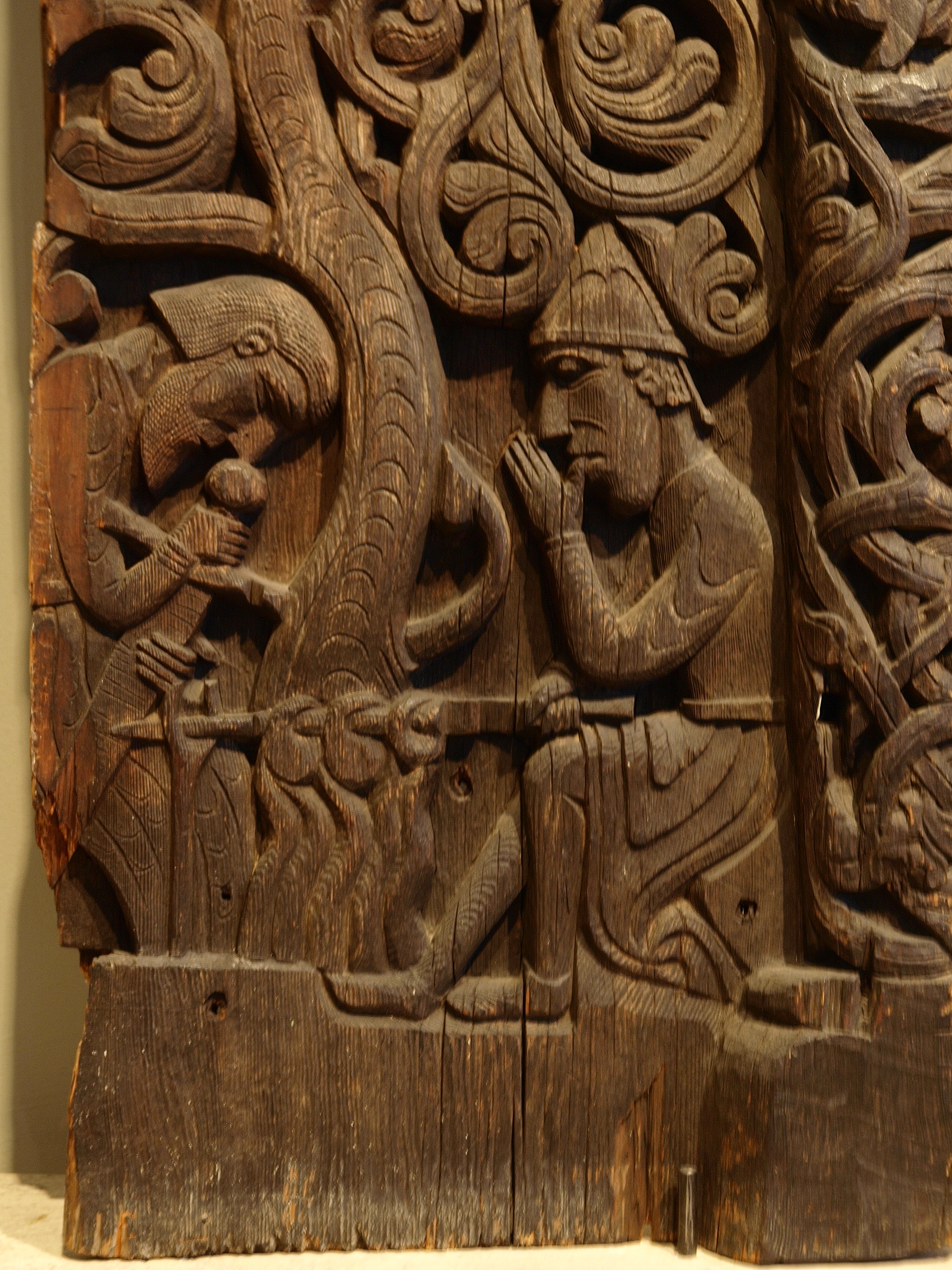
殺したファーヴニルの血がついた親指を舐めるジークフリート（ヒーレスタ・スターヴ教会）

『ヴォルスンガ・サガ』は、『詩のエッダ』と並んで、北欧・大陸の双方においてシグルズの物語が最も詳細に記載された文献である。『詩のエッダ』のプロットに非常に近い筋をたどるが、著者が『詩のエッダ』を知っていたと示すものはない。著者はノルウェーで働いていて『シズレクのサガ』を知っていたと考えられており、したがって『ヴォルスンガ・サガ』は13世紀後半に作られたとされる。このサガでは、シグルズの物語の舞台をドイツでなくスカンディナヴィアとしている。このサガには続編『ラグナル・ロズブロークのサガ』があり、ラグナル・ロズブロークがシグルズとブリュンヒルドの娘アスラウグと結婚するというエピソードが加えられている。
『ヴォルスンガ・サガ』によれば、シグルズはシグムンド王とヒョルディース妃の間に生まれたとされる。王は恋敵であったリュングヴィと戦って死んだ。シグムンドの斃れた戦場に一人残されたヒョルディースは、そこでアールヴ王に見初められ結婚することになるが、彼はシグムンドの遺品である毀れた剣を回収する。幾ばくもせずヒョルディースはシグルズを生むが、シグルズはヒャルプレク王の宮廷に仕える鍛冶師レギンのもとで育てられた。ある日、レギンはシグルズに、ファーヴニル竜の守る財宝の話を聞かせる。それはドヴェルグのオトの死への賠償としてオーディンとロキとヘーニルから支払われたものであるという。シグルズはレギンに、竜を屠るための剣を作るよう頼むが、作られた剣をシグルズが鉄床に打ちつけるとどれも折れてしまった。最後にシグムンドの毀れた剣を打ち直してもらい、シグルズがその剣で試し切りをしてみると、鉄床は真っ二つになった。レギンは財宝の分け前を要求するが、シグルズはまず父の仇を取ることに決める。シグルズはオーディンの助けを得て、兵を引き連れてリュングヴィを攻め、殺す。
その後、シグルズは竜を殺すべく竜の住まうグニタヘイズに向かい、ファーヴニルの通り道に掘った穴に身を隠した。ファーヴニルが上を通ったとき、シグルズは下からその心臓を一突きにして殺した。レギンが現れ、竜の血を飲み、竜の心臓を料理するようシグルズに言う。シグルズは焼け具合を確かめるために指で心臓を触り、やけどしてしまう。指を口に入れたシグルズは、鳥の声が分かるようになる。鳥たちは、レギンがシグルズを殺そうとしていて、レギンを殺せばシグルズが財宝を独り占めしてブリュンヒルドのところに行けるのに、などと話している。シグルズはこの言葉のとおりにレギンを殺し、財宝を得て、ブリュンヒルドの眠る地に向かう。彼女は楯に囲まれ、肌から直接生えているかのような鎧を着て眠っていた。シグルズは鎧を切り裂いて脱がし、ブリュンヒルドを目覚めさせる。ブリュンヒルドとシグルズは結婚の約束をし、ブリュンヒルドの義理の兄であるへイミル王の宮廷でも改めて結婚を誓う。

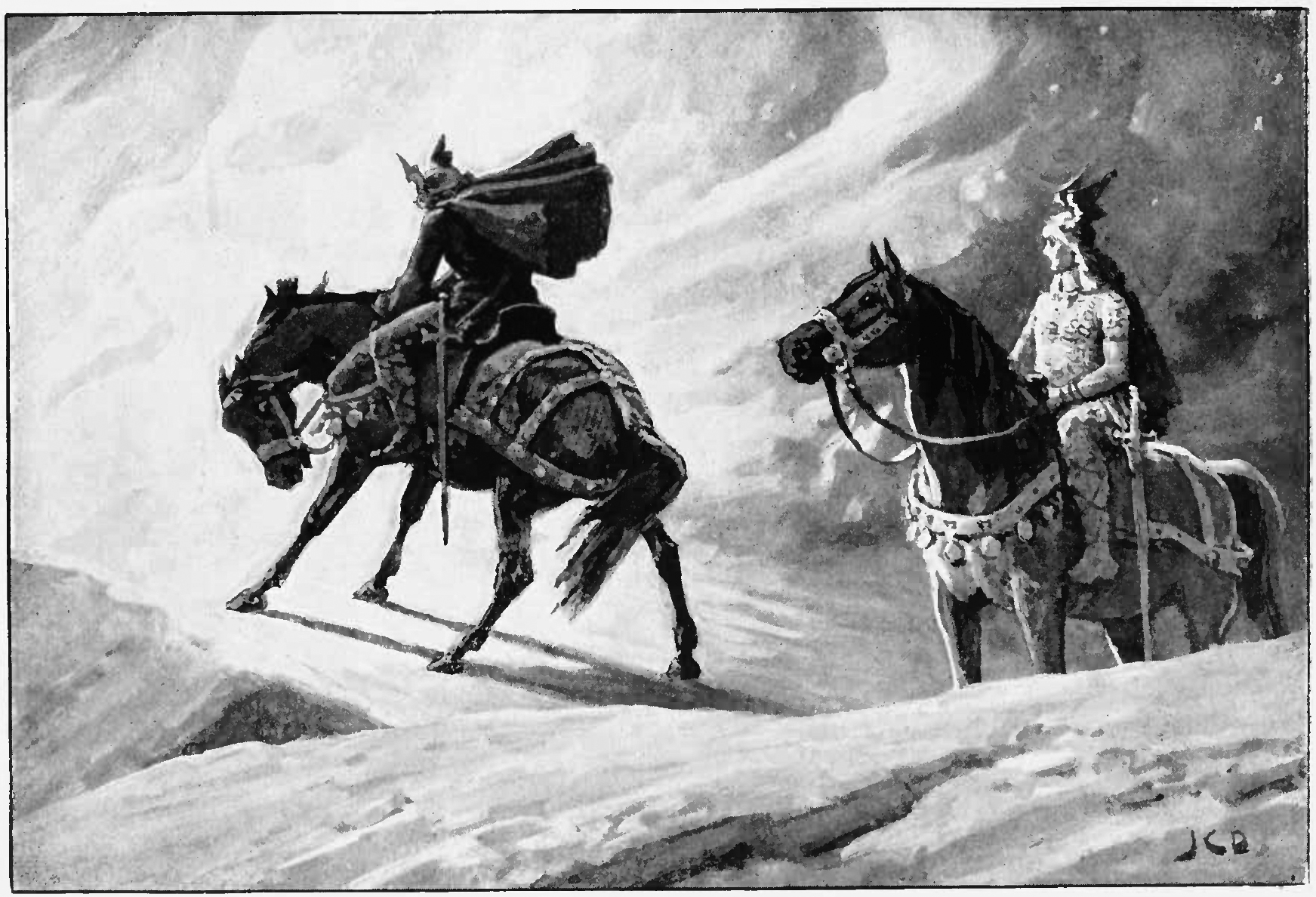
炎の壁の前に立つシグルズとグンナル（J・C・ドールマン、1909年）

その後、シグルズはギューキ王の宮廷を訪れる。妃グリームヒルドに忘れ薬を飲まされたシグルズは、ブリュンヒルドとの婚約をすっかり忘れてしまい、ギューキ王の娘グズルーンと結婚することに同意してしまう。シグルズは、ギューキ王の息子グンナルとホグニと忠義の誓いを結び、義兄弟となる。その間に、グリームヒルドはグンナルを説得してブリュンヒルドと結婚させようとし、ブリュンヒルドの一族もそれに同意する。しかし、ブリュンヒルドは、城を廻る炎の壁を越えられないのならばグンナルと結婚しないという。グンナルはこれをなすことができず、グリームヒルドから教わった呪文で互いの姿を交換する。グンナルの代わりにシグルズが炎の壁を越えると、それができるのはシグルズだけのはず、とブリュンヒルドは驚く。シグルズは三晩ブリュンヒルドと寝床を共にするが、二人の間に剣を置いて過ごす。ブリュンヒルドとグンナル、グズルーンとシグルズは、同じ日に結婚する。
ある日、川で水浴びをしているグズルーンとブリュンヒルドが、お互いの夫のどちらが高貴かでもめる。グズルーンはブリュンヒルドに、グンナルとシグルズによるぺてんを暴露し、その証拠としてシグルズがブリュンヒルドとの初夜にくすねた指輪を見せる。激高したブリュンヒルドは復讐を求める。ブリュンヒルドに話をしに行ったシグルズは、お互いに愛を告白し、グズルーンと離婚してブリュンヒルドと結婚すると提案する。ブリュンヒルドはそれを拒否し、グンナルにシグルズを殺すよう求める。グンナルは、シグルズと義兄弟になっていない弟グットルムにシグルズを殺すように言う。グットルムは狼の肉を食べ、シグルズの寝室に押し入り、剣で背中を突き刺す。シグルズは反撃してグットルムを殺し、グンナルを裏切ってなどいないことをグズルーンに伝え、息絶えた。ブリュンヒルドは直後に自殺し、二人は同じ炎で荼毘に付された。

### バラッド
スカンディナヴィアのシグルド伝説は、北欧各地で採集された多くのバラッドにもその形を残している。とはいえ、単に固有名詞を使っているだけで、もとの伝承とはあまり共通点のないものも多い。

#### デンマークとスウェーデン
デンマークのバラッドにはシグルズ（デンマーク語: Sivard、シヴァルド）を取り上げているものがある。そのうちのいくつかはスウェーデンにも変種が確認できる。これらのバラッドは、スカンディナヴィアと大陸の双方の資料を下敷きにしているようである。
「素早き若者シヴァルド（Sivard Snarensvend）」（DgF 2, SMB 204, TSB E 49）というバラッドでは、シグルズは継父を殺し、じゃじゃ馬グラムをなんとか駆ってベルンにいる叔父のもとへ向かう。ある変種では、シグルズが街の城壁を飛び越えた後に落馬して死ぬ場面で詩が終わる。
「シヴァルドとブリニルド」（DgF 3, TSB E 101）というバラッドでは、シグルズは「草山」でブリュンヒルドを勝ち取り、友人のハーゲンに与える。ブリュンヒルドはシグルズの妻シグニルドと争い、シグニルドはブリュンヒルドがシグルズに愛の証として送った指輪を見せる。ブリュンヒルドはハーゲンにシグルズを殺すように言い、ハーゲンはまずシグルズから剣を借りて、その剣でシグルズを殺す。ハーゲンはシグルズの首をブリュンヒルドに見せ、その後、彼への愛を口にしたブリュンヒルドのことも殺す。
「ディーデリク王とその戦士たち（Kong Diderik og hans Kæmper）」（DgF 7, SMB 198, TSB E 10）というバラッドでは、シグルズはディードリクの戦士フムルングと戦う。シグルズはフムルングを下すが、フムルングが自分の親戚であることに気づいた彼は、自分を樫の木に縛り付け、フムルングが勝ったかのように見せかけた。ヴィドレク（ヴィテゲ）はフムルングの言を信じず、確かめようとすると、シグルズは樫の木を地面から引き剥がし、背負ったまま家に帰った。
「ディーデリク王と獅子」（DgF 9, TSB E 158）というバラッドでは、シグルズ（ジフレッド）は、竜によって殺されたと言われる。民俗学者のスヴェン・グルントヴィは、この設定はシグルズというよりオルトニットと一致すると述べている。

#### ノルウェー
「若者シグルズ」（NMB 177, TSB E 50）というノルウェーのバラッドでは、シグルズが名馬グラムを選び、それにまたがってグレイプ（グリーピル）のもとに向かう。このバラッドは各所に古風な特徴があるが、実際のところ記録されたのは19世紀が最初である。

#### フェロー諸島

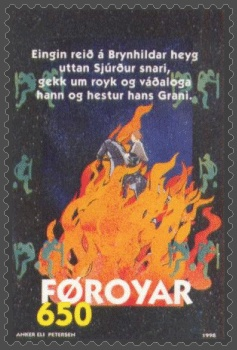
グラニに跨がり炎の壁を超えるシウルズル（フェロー諸島の切手、1998年から）

フェロー諸島では、シグルズに関するバラッドは「シグルズのクヴェアイ（Sjúrðar kvæði）」として知られる。これらのバラッドは、『シズレクのサガ』や『ヴォルスンガ・サガ』からの内容を含んでいる。バラッドの原型は14世紀に遡ると考えられるが、明らかにデンマークのバラッドの影響を受けた変種が多く存在する。「鍛冶師レギン」（TSB E 51）や「ブリュンヒルドの歌」（TSB E 100）、「ホグニの歌」（TSB E 55 and E 38）といったバラッドもある。「鍛冶師レギン」は、失われたエッダ詩に基づいている可能性がある。フェロー諸島のバラッドには、シグルズの竜殺し、財宝の獲得、グズルーンとブリュンヒルドへの求婚、そしてその死といったエピソードが含まれている。これらはすべて18世紀以降に記録されたものである。

### 図画
シグルズの若き日の冒険を描いたと考えられる図像が、スカンディナヴィアや、北欧の影響・支配を受けたブリテンの一部地域で見つかっている。しかし、特に古いものでは不明瞭な図像も多く、描かれたものがシグルズであるかどうかは論争の種になっている。サングエサやナポリ、北ドイツで見つかった図像がシグルズを描いたものとする主張もあるが、すべて反駁されている。デンマークで見つかったもので、確かにシグルズであるという根拠のあるものは一つもない。
図像学的には、シグルズがファーヴニルを殺している場面と同定できるのは、下から竜を殺している場合であり、竜や怪物と戦う戦士を描く他の描写と区別される。
現存するシグルズの図像は、教会や十字に描かれたものが多い。これはおそらく、シグルズの竜殺しが、キリストのサタン調伏を予示していると考えられたためであろう。同じく竜殺しで知られ、スカンディナヴィアのキリスト教化において重要な役割を果たした大天使ミカエルと同一視された可能性もある。

#### スウェーデン

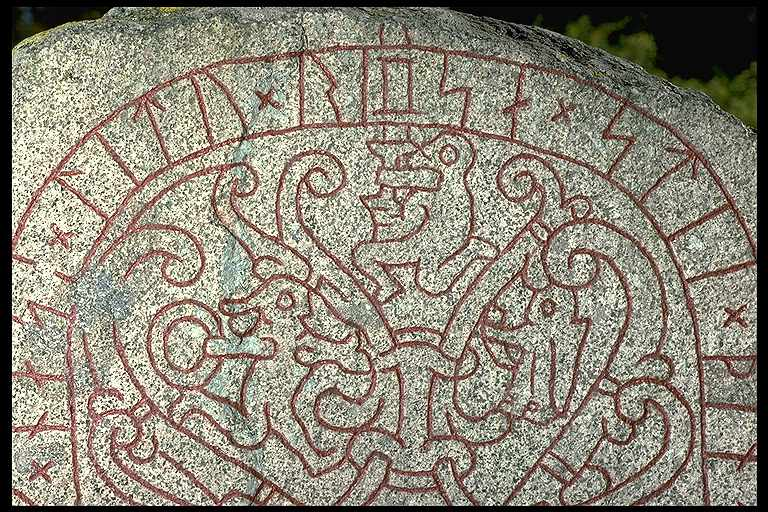
剣を持つシグルズ、指輪を持つアンドヴァリ、角杯を持つシグルドリーヴァ（ドレヴレ石碑、ウップランド）

スウェーデンにあるシグルズの図像は、ほとんどが11世紀まで遡るともされるルーン石碑に描かれたものである。中でも、セーデルマンランド地方にあるラムスン彫刻画とその模写とされるイェク石碑が最も古く、ファーヴニルを殺すシグルズ、鍛冶道具に囲まれた首なしのレギン、ファーヴニルの心臓を焼くシグルズ、グラニにまたがるシグルズに助言をする小鳥などが描かれている。
ウップランド地方には、ドレヴレ石碑とその模写であるストーリャ・ラムシェ石碑があり、いずれにもファーヴニルを殺すシグルズが描かれている。
イェストリークランド地方のオーレスン石碑、（現存しない）オッケルブー石碑、エステルフェーネブー石碑にも、シグルズが描かれている。シグルズはファーヴニルを突き刺す形で描かれており、その剣はuのルーンを象っている。描かれた他の場面はシグルズ伝説のものとは一致せず、書かれている文章も無関係のものである。

#### ブリテン諸島

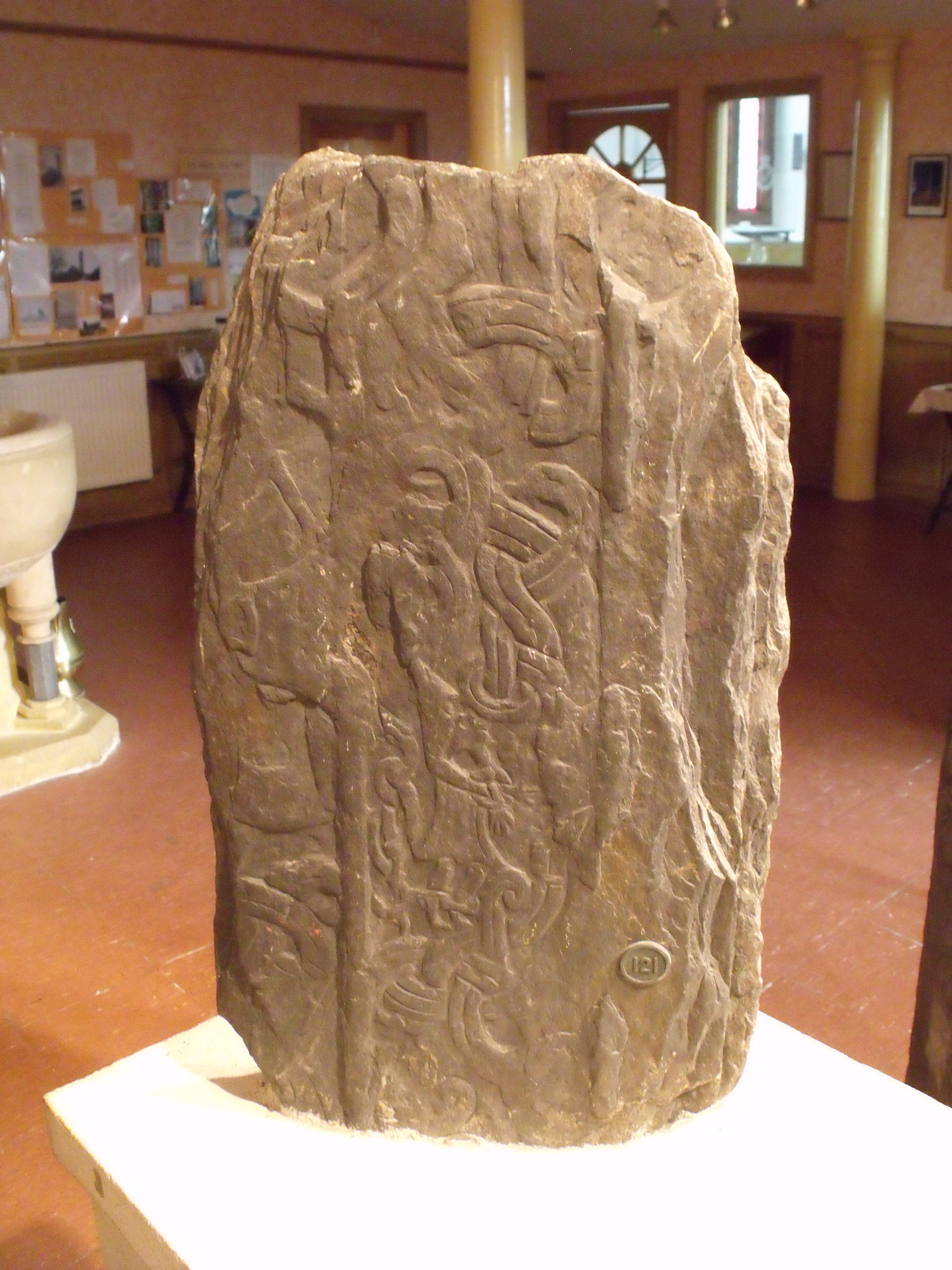
アンドラス教会十字（マン島）

マン島のカーク・アンドラス、マルー、ジャービー、マカルドの4箇所には、石十字の一部が残っており、そこにファーヴニルを下から突き刺すシグルズの絵が描かれている。ほかには、ファーヴニルの心臓を焼く場面や、鳥からの助言を受ける場面、そしてグラニと思われる馬の絵もある。これらの十字は1000年前後のものと考えられている。
イングランドにも数多くの図画が残されており、おそらくノルマン支配の時代（1016-1042）の頃のもののようである。ランカシャーにあるヒーシャムのホッグバッグ（墓石）には、ファーヴニルの腹を突き刺すシグルズが、グラムとともに描かれている。これはキリスト教の影響を受けていないと思われるブリテンで数少ないモニュメントの一つである。近くにあるハルトンの十字架には、シグルズの剣を鍛えるレギンと、ファーヴニルの心臓を焼くシグルズが自分の指を舐めている場面が描かれている。図像学的にマン島の図画との類似が認められる。
ヨークシャーには、少なくとも3つの図画が残っている。リポン大聖堂の十字架の残存部、カービー・ヒルの教会の十字架、および模写のみ現存するカービー・ヒルのもう一つの十字架残存部である。前二者には、ファーヴニルの心臓を焼きながら指をくわえるシグルズが、最後の一つには、心臓に剣を突き立てられたファーヴニルが描かれている。ヨーク・ミンスターには、首を切られたレギンと指をなめるシグルズ、グラニと思われる馬と、たき火、そして屠られたファーヴニルを描いたと思われる墓石があるが、ひどく擦り切れておりはっきりはしない。

#### ノルウェー
12世紀後半から13世紀初頭以降のノルウェーの教会には、正面門にシグルズの物語の場面を描いたところが多い。最も有名なのはヒーレスタ・スターヴ教会で、1200年頃のものである。この教会の門には、レギンが鍛冶場にいる場面や、シグルズが竜と戦い屠る場面、心臓を炙り指を舐め、鳥の言葉を聞き、レギンを殺す場面など、伝説のさまざまな場面が描かれている。ヴェグスダル・スターヴ教会のものは、ほぼ物語を網羅している。図像によっては、旧約聖書の英雄（サムソンなど）と並べて描かれていることもある。
シグルズの竜殺しを描いたこれら正面門の図像群より古い2つの石彫もノルウェーの教会で見つかっている。

## ジークフリートのイメージの発展

ラムスン彫刻画（スウェーデン）

ジークフリートの伝説がどのように発展したのかをたどるのは難しい。もし、その起源がシギベルト1世にあるというのが正しいなら、伝承となった最初期の要素は、二人の女性の争い、すなわち、史実ではアウストラシアのブルンヒルドとフレデグンド、物語ではクリームヒルト／グズルーンとブリュンヒルトの争いの結果として殺されるという部分であったと考えられる。しかし、現在文献で確認できる最古の物語はむしろ竜殺しであり、このことはシグルズが純粋に神話的な起源をもっていた、あるいは史実と神話の混合物として生まれたとする論を支持するものである。

### ジークムントおよびヴォルスング一族との関係
シグルズがヴォルスング族を経由してオーディンの血を引いているという記述は『ヴォルスンガ・サガ』にしかないが、これが古くは大陸と北欧で共通していた伝承なのか、スカンディナヴィアの資料でのみ発展した要素であるのかははっきりしない。アングロ・サクソン族やフランク族、あるいは他の西ゲルマン部族においても、たいてい王族の系譜はヴォータンやガウトのような神話上の存在を始祖に置いていることから考えれば、シグルズが神々の系譜上に置かれることは伝承として古い可能性がある。ヴォルフガング・ハウブリッヒは、アングロ・サクソンの国デイラ王国の系譜にはsigi-から始まる似たような名前が多い上に、その始祖をヴォータンとしていることに触れている。
大陸でも北欧でもジークフリートの父とされるジークムント（シグムンド）とジークフリートの関係についてはさまざまな解釈がある。注目すべきは、スカンディナヴィアにおいてシグルズは古くても11世紀までしか遡れないが、シグムンドの名前はスカンディナヴィアやイングランドでより古い文献（『ベーオウルフ』など）に確認できることである。『角質化したザイフリート』を代表として、北欧でも大陸でも幼少期のジークフリートを親を知らぬ孤児として森に配置していることからみて、おそらくジークムントを父とする伝承は後世発達したものであると考えられる。カタリン・ツァラヌは、孤児ジークフリートに貴種としての性格を与えるためだけにジークムントの息子とされたのだと述べている。これは物語上では、父の死の復讐としてフンディングの息子たちを殺すという筋として立ち現れていることになる。
ジークムントに関する古英語の伝承の存在が事態をさらにややこしくしている。『ベーオウルフ』では、ジークムントが竜を殺し財宝を得ているのである。これは、ジークフリートの物語の珍しい一変種とみることもできるが、もともと竜殺しはジークムントであって、その事績が息子に移されたとみることも可能ではある。そもそもはジークムントとジークフリートは同一の存在で、後に父と息子に分かたれたという説もありうる。ジョン・マキネルによれば、ジークフリートは11世紀半ばになるまで竜殺しとはされていなかったという。一方、ハーマン・ライカートは、2つの竜殺しは根源的に関係がない別のものであると論じている。つまり、ジークフリートは若い頃に英雄へのイニシエーションとして竜を殺したのであり、老いてから竜を殺したジークムントの物語を同様に解釈することはできないとする。

### 若き日のジークフリート
竜殺しの場面は、11世紀のラムスン彫刻画とその模写であるイェク石碑に確認できる。いずれの石碑も、後の北欧神話で確認できる内容と一致する物語の要素を描いている。大陸においても北欧においても、ジークフリートは竜を殺すことで超人的能力を得る。北欧の資料では、シグルズは竜の血を舐め心臓を食らうことで鳥の言葉がわかるようになる。大陸のものでは、ジークフリートは竜の血を浴びて角のように強靭な皮膚を得る。
大陸の資料では、ニーベルングの財宝の獲得と竜殺しは別々の出来事である。『シズレクのサガ』ではそもそも財宝の獲得への言及がない。一方、北欧の伝承では、2つの出来事が結び付けられ、すべての資料ではないにせよブリュンヒルドの目覚めと父の復讐も合わせて言及される。物語が北欧で伝承される中で、シグルズの若い頃の出来事が本質的に作り直されてきた可能性がある。乙女ブリュンヒルドを目覚めさせる話は北欧の伝承にしか存在しないが、もともとの口承では竜殺しに付随するエピソードであったかもしれない。なぜなら『ニーベルンゲンの歌』でも、ジークフリートとブリュンヒルトが顔見知りであるような書きぶりになっているからである。とはいえ、これらの説ははっきりとしたものではない。中世後期の『角質化したザイフリート』において（ブリュンヒルトでなく）クリームヒルトを助け出す話は、シグルズが乙女を助ける伝承を反映したものである可能性がある。
財宝の出どころを、神々によって支払われた呪われた身代金であるとするのは、後世に北欧のみで発展した要素であるとみなされている。
ラムスン彫刻画でも確認できるように、ジークフリートが鍛冶屋に育てられたという話は早い段階で存在したものである。『ニーベルンゲンの歌』にはこの話がないものの、『ヴォルムスのバラ園』や中世後期の『角質化したザイフリートの歌』にはあり、ドイツにおいてもこの伝承があったことを示している。

### ジークフリートの死とブルグント族との関係
エッダ詩『アトリの歌』にあるようなアッティラ（アトリ、エッツェル）によるブルグント族の滅亡の場面と、シグルズの物語はもともとは無関係であったというのが通説である。これを結びつけている最も古い資料は『ニーベルンゲンの歌』（1200年頃）であり、実際にはもう少し古くからあったと思われるものの、それがいつ頃であったかを見積もるのは難しい。この接続によって、ドイツの伝承ではシグルズの未亡人の役割が変わっており、兄弟の復讐ではなく、夫の復讐をすることになっている。

## 近代以降の受容

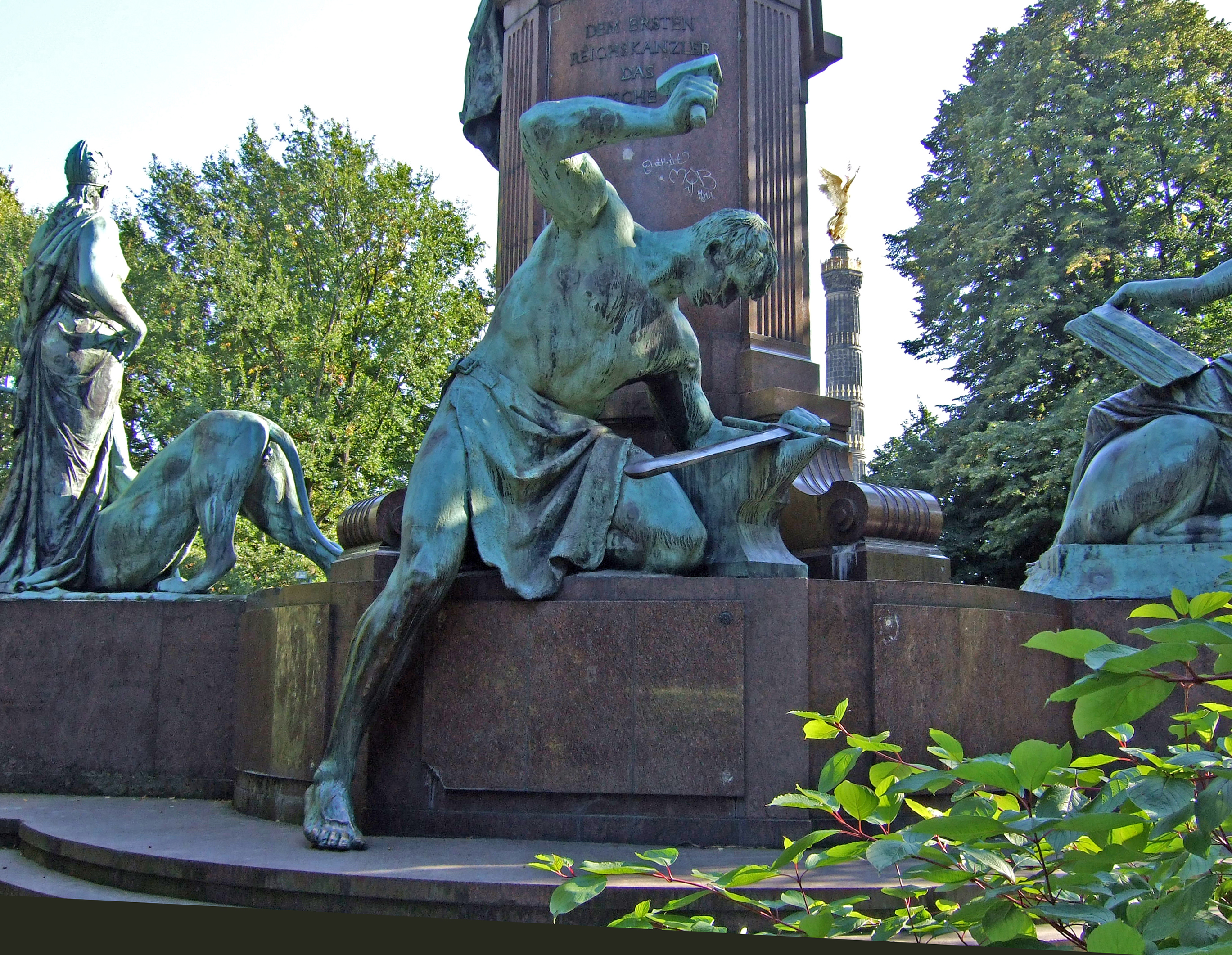
帝国剣を鍛え直すジークフリート（ベルリン、ビスマルク記念碑、1901年完成）

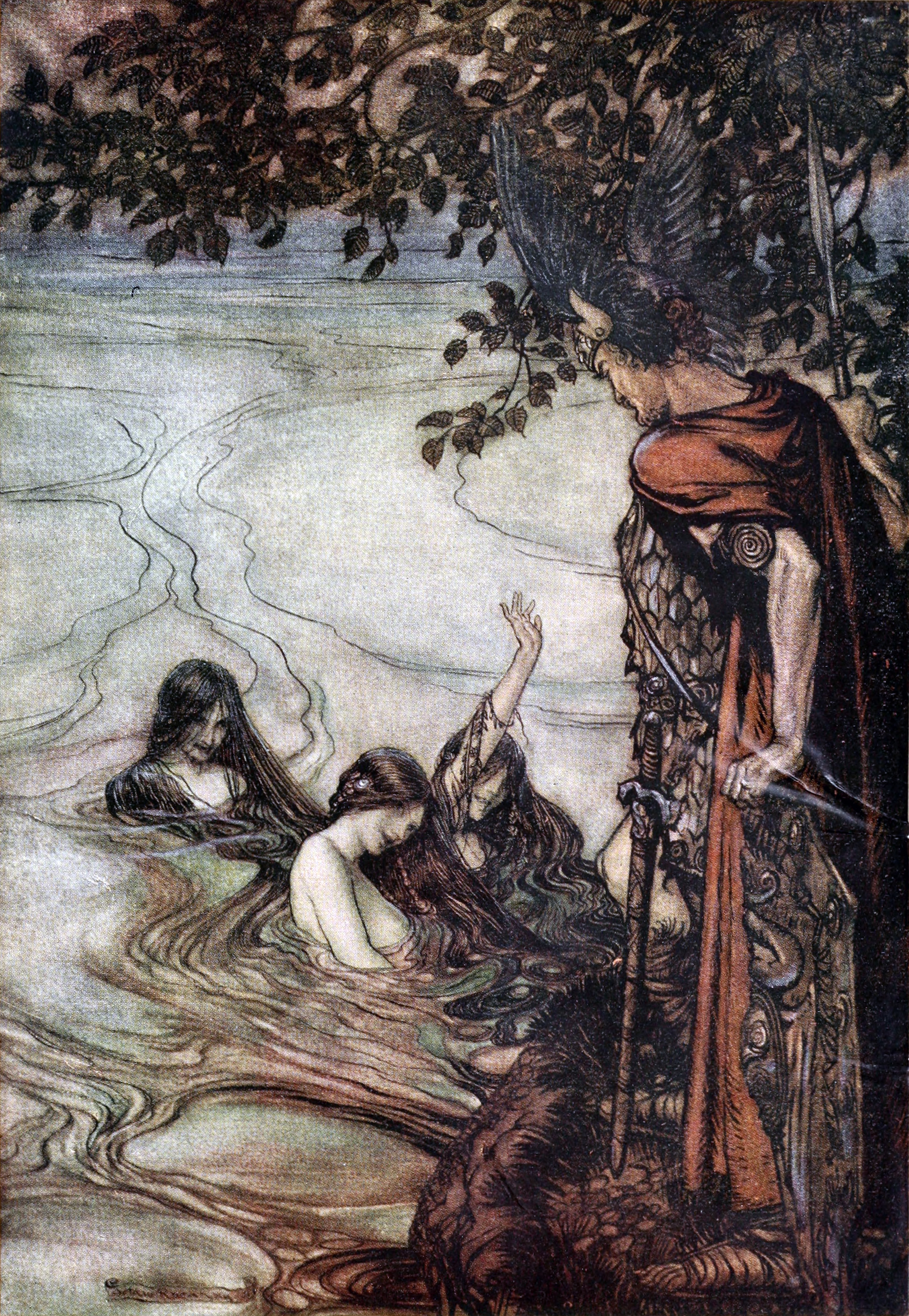
ジークフリートをからかうラインの乙女たち（『ジークフリートと神々の黄昏』の挿絵、アーサー・ラッカム、1911年）

『不死身のザイフリート』やその散文本、19世紀まで出版され続けた『不死身のジークフリートの物語』を通じて、ジークフリートはドイツで非常に人気のあるキャラクターとなった。1660年には、ジークフリートと「フロリグンダ」（クリームヒルト）の息子レーヴァルドゥス（Löwhardus）を描いた続編『騎士レーヴァルドゥス』が書かれたことからも、当時の散文本の人気が窺える。一方、『ニーベルンゲンの歌』は1775年に再発見されるまでは忘れ去られていた。
シグルズに関するスカンディナヴィアの資料の大部分は、いわゆる「スカンディナヴィア・ルネサンス」のおかげで、近代初期から19世紀にかけてかなりの知名度を得ていた。結果として、エッダ詩の知識がスカンディナヴィアで伝承された民衆バラッドに影響した。
当初ドイツにおいては、ジークフリートというキャラクターは主に感傷的な視点から捉えられた。このことは、当時ジークフリートを描いた絵に、クリームヒルトとの出会いや別れ、結婚を描いたものが多かったことからも見て取れる。とはいえ、16世紀からすでにドイツの英雄として認知されていたアルミニウスとの関係を論じる試みに見られるように、ジークフリートを国民の象徴として捉えようとするナショナリスト的論調もすでに存在した。シグルズに関する北欧の伝承がもたらされると、それはより「原型に近く」ゲルマン的であるとみなされ、さまざまな形で『ニーベルンゲンの歌』との直接的な関わりに取って代わった。このことがリヒャルト・ワーグナーの楽劇『ニーベルングの指環』（1874）におけるジークフリートの造形に与えた影響は非常に大きい。ワーグナーが描いたジークフリート像は、現代の一般的なイメージに甚大な影響を与えた。
ドイツ帝国の建国（1871）に伴って、ジークフリートのイメージはよりナショナリスト的要素を帯びていった。ジークフリートはドイツ帝国を象徴する英雄とみなされ、北欧の伝承において父の剣を打ち直したエピソードは、ビスマルクによるドイツ民族の「再統一」になぞらえられた。この時期に作られたジークフリートの絵画、記念碑、噴水などは非常に多い。第一次世界大戦において帝政ドイツが敗北すると、左翼が勝手に停戦合意をしたために負けたという、右翼によるいわゆる「背後の一突き」のプロパガンダにおいて、ハーゲンによるジークフリートの暗殺のエピソードが広く用いられた。この対比は、アドルフ・ヒトラーの『我が闘争』やパウル・フォン・ヒンデンブルクの遺書に明確に表れている。ナチのプロパガンダにおいて、ジークフリートは「健康で強壮なドイツ男子の特質を象徴する」ものとされた。暗殺の場面が描かれる場合、ハーゲンは浅黒く描かれ、「非ゲルマン」人種の本質的邪悪を主張するナチの人種政策を表現するために援用された。
ドイツ・北欧以外におけるジークフリートのイメージは、基本的にワーグナーの『指環』での描写を介したり、少なくともその影響を受けたりしたものである。

### 著名な翻案
- ジークフリート伝説を取り上げた最大の翻案は、リヒャルト・ワーグナーの楽劇『ニーベルングの指環』四部作（1848-1874）である。北欧のシグルズ伝説が第2日『ジークフリート』の基礎となっており、第1日『ヴァルキューレ』と第3日『神々の黄昏』をつなぐ形になっている。
- ウィリアム・モリスの叙事詩『ヴォルスング族シグルド』（1876）は、英語の韻文で伝説を再話したものである。
- フランスの作曲家エルネスト・レイエによるオペラ『シグルド』は、物語を圧縮して一晩の出来事として描きなおしている。
- ジェイムズ・ボールドウィンは、年長の子供向けの作品に作り直した『ジークフリート物語』（1905）を発表した。
- アーサー・ピーターソンは、伝説の翻案として『アンドヴァリの指輪』（1916）を発表している。この作品は、「シグルド」（1910年に単独で出版）と「アッティラ」で構成される[168]。
- フリッツ・ラングと彼の当時の妻テア・フォン・ハルボウは、1924年の無音映画『ニーベルンゲン』二部作の最初の部分にジークフリートの物語を採用した。 いずれも主に『ニーベルンゲンの歌』に基づいているが、ジークフリートの若い頃に関しては北欧の物語も取り入れられている。
- J・R・R・トールキンは、1930年頃に『シグルズとグズルーンの伝説』と題してヴォルスング族の物語を執筆しており、その死後、息子のクリストファ・トールキンが2009年に出版した。この本は、「ヴォルスング族の新たな信徒」と「グズルーンの新しい信徒」という2つの物語詩で構成される。現代英語で書かれているが、韻律は古代スカンディナヴィアの頭韻詩を踏まえたものである。

## 注
1. ↑  Haymes 1988, p. 214- 本項執筆者訳
2. 1 2 3 4  Gillespie 1973, p. 122.
3. ↑  Reichert 2008, p. 143.
4. ↑  Gentry et al. 2011, p. 114.
5. ↑  Haustein 2005.
6. ↑  Uecker 1972, p. 46.
7. ↑  Heinrichs 1955–1956, p. 279.
8. ↑  Reichert 2008, pp. 148–151.
9. 1 2 3  Müller 2009, p. 22.
10. ↑  Haubrichs 2000, pp. 201–202.
11. 1 2  Haubrichs 2000, p. 202.
12. ↑  Reichert 2008, pp. 141–147.
13. ↑  Reichert 2008, pp. 162–163.
14. 1 2  Lienert 2015, p. 30.
15. ↑  Gillespie 1973, pp. 122–123.
16. ↑  Fichtner 2004, p. 327.
17. 1 2  Haymes & Samples 1996, pp. 21–22.
18. ↑  Fichtner 2004, p. 329.
19. ↑  Byock 1990, p. 25.
20. 1 2 3  Haustein 2005, p. 380.
21. ↑  Lee 2007, pp. 397–398.
22. ↑  Höfler 1961.
23. ↑  Gallé 2011, p. 9.
24. 1 2  Millet 2008, pp. 165–166.
25. ↑  Müller 2009, pp. 22–23.
26. 1 2  Taranu 2015, p. 24.
27. ↑  Gentry et al. 2011, p. 103, 139.
28. ↑  Heinzle 1981–1987, p. 4: "Seifrid ein kúnig auß nyderland / des was das land vmbe wurms. vnd lag nache bey kúnig Gibich lant".
29. ↑  Lienert 2015, p. 38.
30. ↑  Millet 2008, pp. 181–182.
31. ↑  Lienert 2015, p. 39.
32. ↑  Heinzle 2013, p. 1240.
33. ↑  Millet 2008, pp. 182–183.
34. ↑  Heinzle 2013, pp. 1240–1241, 1260.
35. ↑  Heinzle 2013, pp. 1289–1293.
36. ↑  Millet 2008, pp. 361–363.
37. ↑  Lienert 2015, pp. 134–136.
38. ↑  Haymes & Samples 1996, p. 128.
39. ↑  Lienert 2015, p. 134.
40. ↑  Millet 2008, pp. 364–365.
41. ↑  Gillespie 1973, p. 34.
42. ↑  Millet 2008, pp. 270–273.
43. ↑  Gillespie 1973, p. 121, n. 4.
44. ↑  Haymes 1988, p. 104.
45. ↑  Millet 2008, pp. 263–264.
46. ↑  Haymes & Samples 1996, p. 114.
47. ↑  Millet 2008, p. 264.
48. ↑  Millet 2008, p. 266.
49. ↑  Millet 2008, pp. 273–274.
50. ↑  Millet 2008, pp. 271–272.
51. ↑  Haymes 1988, pp. xxvii–xxix.
52. ↑  Gentry et al. 2011, pp. 139–140.
53. ↑  Gentry et al. 2011, pp. 50–51.
54. ↑  Millet 2008, p. 372.
55. ↑  Millet 2008, pp. 373–374.
56. ↑  Lienert 2015, p. 147.
57. ↑  Gentry et al. 2011, pp. 186–187.
58. ↑  Millet 2008, p. 367.
59. ↑  Lienert 2015, p. 67.
60. ↑  Millet 2008, pp. 466–471.
61. ↑  Grimm 1867, p. 42.
62. ↑  Millet 2008, pp. 1–2.
63. ↑  Millet 2008, p. 487.
64. ↑  Grimm 1867, p. 304.
65. ↑  Lienert 2015, pp. 31–32.
66. ↑  Millet 2008, pp. 308–309.
67. ↑  Millet 2008, p. 291.
68. ↑  Gentry et al. 2011, p. 12.
69. ↑  Haymes & Samples 1996, p. 127.
70. 1 2 3  Sprenger 2000, p. 126.
71. ↑  谷口幸男 1983, p. 47.
72. ↑  谷口幸男 1983, pp. 49–50.
73. ↑  谷口幸男 1983, pp. 50–51.
74. ↑  Millet 2008, p. 288.
75. 1 2  Millet 2008, p. 294.
76. ↑  Edwards 2010, p. 219.
77. ↑  Haymes & Samples 1996, p. 119.
78. ↑  Larrington 2014, p. 138.
79. ↑  『エッダ―古代北欧歌謡集』 1973, p. 126.
80. ↑  『エッダ―古代北欧歌謡集』 1973, pp. 127–132.
81. 1 2  Würth 2005, p. 424.
82. ↑  Würth 2005, p. 425.
83. ↑  Sprenger 2000, pp. 127–128.
84. ↑  『エッダ―古代北欧歌謡集』 1973, pp. 133–137.
85. ↑  『エッダ―古代北欧歌謡集』 1973, pp. 138–142.
86. ↑  『エッダ―古代北欧歌謡集』 1973, pp. 143–147.
87. ↑  『エッダ―古代北欧歌謡集』 1973, pp. 149–150.
88. 1 2  Würth 2005, p. 426.
89. ↑  『エッダ―古代北欧歌謡集』 1973, p. 151.
90. ↑  『エッダ―古代北欧歌謡集』 1973, pp. 154–161.
91. ↑  Gentry et al. 2011, p. 120.
92. ↑  Millet 2008, p. 319.
93. ↑  Millet 2008, p. 313.
94. ↑  Haymes & Samples 1996, p. 116.
95. ↑  Millet 2008, pp. 314–315.
96. ↑  Millet 2008, p. 315.
97. 1 2  Gentry et al. 2011, p. 121.
98. ↑  Millet 2008, pp. 315–316.
99. ↑  Millet 2008, p. 316.
100. 1 2  Millet 2008, p. 477.
101. 1 2 3 4  Böldl & Preißler 2015.
102. ↑  Holzapfel 1974, p. 39.
103. ↑  Holzapfel 1974, p. 65.
104. ↑  Holzapfel 1974, pp. 167–168.
105. ↑  Holzapfel 1974, p. 197.
106. ↑  Svend Grundtvig (1853) (Danish). Danmarks gamle folkeviser. 1. Samfundet til den Danske Literaturs Fremme. pp. 82–83 2019年2月26日閲覧。
107. 1 2  Holzapfel 1974, p. 29.
108. ↑  Holzapfel 1974, pp. 28–29.
109. ↑  Holzapfel 1974, p. 28.
110. ↑  Düwel 2005, p. 413.
111. 1 2 3  Düwel 2005, p. 420.
112. ↑  Millet 2008, pp. 166–167.
113. ↑  Millet 2008, p. 168.
114. ↑  Düwel 2005, p. 114-115.
115. 1 2 3  Millet 2008, p. 163.
116. ↑  Düwel 2005, p. 415.
117. ↑  Düwel 2005, pp. 416–417.
118. ↑  Millet 2008, pp. 162–163.
119. ↑  Düwel 2005, p. 414.
120. ↑  Millet 2008, p. 160.
121. ↑  McKinnell 2015, p. 66.
122. 1 2  McKinnell 2015, p. 61.
123. ↑  McKinnell 2015, p. 62.
124. ↑  McKinnell 2015, pp. 62–64.
125. ↑  McKinnell 2015, pp. 64–65.
126. ↑  Düwel 2005, pp. 418–422.
127. ↑  Millet 2008, p. 155.
128. ↑  Millet 2008, pp. 157–158.
129. ↑  Millet 2008, p. 167.
130. ↑  Düwel 2005, p. 418.
131. 1 2  Haymes & Samples 1996, p. 166.
132. ↑  Haubrichs 2000, pp. 197–200.
133. ↑  Haubrichs 2000, p. 198-199.
134. ↑  Taranu 2015, pp. 24–27.
135. ↑  Lienert 2015, p. 68.
136. ↑  Gillespie 1973, p. 126.
137. ↑  Taranu 2015, p. 32.
138. ↑  Uecker 1972, p. 26.
139. ↑  Millet 2008, p. 78.
140. ↑  Uecker 1972, p. 24.
141. ↑  McKinnell 2015, p. 73.
142. ↑  Reichert 2008, p. 150.
143. ↑  Millet 2008, p. 166.
144. ↑  Gentry et al. 2011, p. 147.
145. ↑  Heinzle 2013, p. 1009.
146. ↑  Gentry et al. 2011, p. 116.
147. ↑  Gentry et al. 2011, p. 169.
148. ↑  Gillespie 1973, p. 16 n. 8.
149. ↑  Lienert 2015, p. 31.
150. ↑  Millet 2008, p. 165.
151. ↑  Gentry et al. 2011, pp. 171–172.
152. ↑  Millet 2008, pp. 51–52.
153. ↑  Millet 2008, pp. 195–196.
154. ↑  Lienert 2015, p. 35.
155. ↑  Heinzle 2013, pp. 1009–1010.
156. ↑  Millet 2008, p. 471.
157. ↑  Lienert 2015, p. 189.
158. ↑  Holzapfel 1974, pp. 24–25.
159. ↑  Müller 2009, pp. 181–182.
160. ↑  Gallé 2011, pp. 22.
161. ↑  Lee 2007, pp. 297–298.
162. ↑  Lienert 2015, p. 32.
163. 1 2 3  Müller 2009, p. 183.
164. 1 2  Lee 2007, p. 301.
165. ↑  Gentry et al. 2011, p. 306.
166. ↑  Lee 2007, pp. 301–302.
167. ↑  Gentry et al. 2011, p. 222.
168. ↑  Public domain work available online: https://archive.org/details/andvarisring00pete